# Lista de asteroides (400001-401000)
Esta é uma lista parcial de asteroides, do asteroide número 400001 até o 401000, inclusive. Veja também o índice com todas as listas disponíveis.

| Objeto Próximos à Terra | Cinturão de asteroides (interno) | Cinturão de asteroides (externo) | Centauro       |
| Cruzador de Marte       | Cinturão de asteroides (meio)    | Troianos de Júpiter              | Transnetuniano |

Veja mais dados de cada asteroide na ligação externa para o Minor Planet Center na última coluna.
Índice: 400001... 400101... 400201... 400301... 400401... 400501... 400601... 400701... 400801... 400901... 

## 400001–400100
| Designação | Designação | Descoberta  | Descoberta       | Descobridor(es)     | Categoria | Mais informações / Referência |
| Permanente | Provisória | Data        | Local            | Descobridor(es)     | Categoria | Mais informações / Referência |
| ---------- | ---------- | ----------- | ---------------- | ------------------- | --------- | ----------------------------- |
| 400001     | 2006 FW17  | 23 mar 2006 | Kitt Peak        | Spacewatch          | —         | MPC                           |
| 400002     | 2006 GN20  | 2 abr 2006  | Kitt Peak        | Spacewatch          | —         | MPC                           |
| 400003     | 2006 HG32  | 19 abr 2006 | Kitt Peak        | Spacewatch          | —         | MPC                           |
| 400004     | 2006 HD34  | 19 abr 2006 | Mount Lemmon     | Mount Lemmon Survey | —         | MPC                           |
| 400005     | 2006 HD72  | 25 abr 2006 | Kitt Peak        | Spacewatch          | —         | MPC                           |
| 400006     | 2006 HV90  | 29 abr 2006 | Kitt Peak        | Spacewatch          | Mitidika  | MPC                           |
| 400007     | 2006 HP91  | 29 abr 2006 | Kitt Peak        | Spacewatch          | —         | MPC                           |
| 400008     | 2006 HL103 | 30 abr 2006 | Kitt Peak        | Spacewatch          | —         | MPC                           |
| 400009     | 2006 JC28  | 3 mai 2006  | Kitt Peak        | Spacewatch          | —         | MPC                           |
| 400010     | 2006 JC29  | 3 mai 2006  | Kitt Peak        | Spacewatch          | —         | MPC                           |
| 400011     | 2006 JF81  | 6 mai 2006  | Mount Lemmon     | Mount Lemmon Survey | —         | MPC                           |
| 400012     | 2006 KH11  | 19 mai 2006 | Mount Lemmon     | Mount Lemmon Survey | —         | MPC                           |
| 400013     | 2006 KE24  | 19 mai 2006 | Mount Lemmon     | Mount Lemmon Survey | Pallas    | MPC                           |
| 400014     | 2006 KD108 | 19 abr 2006 | Mount Lemmon     | Mount Lemmon Survey | —         | MPC                           |
| 400015     | 2006 KH126 | 25 mai 2006 | Mauna Kea        | P. A. Wiegert       | —         | MPC                           |
| 400016     | 2006 MG13  | 25 jun 2006 | Eskridge         | Farpoint Obs.       | —         | MPC                           |
| 400017     | 2006 OX10  | 26 jul 2006 | Hibiscus         | S. F. Hönig         | —         | MPC                           |
| 400018     | 2006 OG14  | 27 jul 2006 | Hibiscus         | S. F. Hönig         | —         | MPC                           |
| 400019     | 2006 OT14  | 25 jul 2006 | Palomar          | NEAT                | —         | MPC                           |
| 400020     | 2006 OA22  | 21 jul 2006 | Mount Lemmon     | Mount Lemmon Survey | —         | MPC                           |
| 400021     | 2006 PZ10  | 13 ago 2006 | Palomar          | NEAT                | Pallas    | MPC                           |
| 400022     | 2006 PE32  | 15 ago 2006 | Palomar          | NEAT                | —         | MPC                           |
| 400023     | 2006 PE33  | 13 ago 2006 | Siding Spring    | SSS                 | —         | MPC                           |
| 400024     | 2006 PL37  | 13 ago 2006 | Palomar          | NEAT                | —         | MPC                           |
| 400025     | 2006 QK2   | 17 ago 2006 | Palomar          | NEAT                | Pallas    | MPC                           |
| 400026     | 2006 QR42  | 17 ago 2006 | Palomar          | NEAT                | —         | MPC                           |
| 400027     | 2006 QA48  | 21 ago 2006 | Kitt Peak        | Spacewatch          | —         | MPC                           |
| 400028     | 2006 QF83  | 27 ago 2006 | Kitt Peak        | Spacewatch          | —         | MPC                           |
| 400029     | 2006 QF92  | 16 ago 2006 | Palomar          | NEAT                | —         | MPC                           |
| 400030     | 2006 QJ96  | 16 ago 2006 | Palomar          | NEAT                | —         | MPC                           |
| 400031     | 2006 QX105 | 28 ago 2006 | Catalina         | CSS                 | —         | MPC                           |
| 400032     | 2006 QU107 | 28 ago 2006 | Catalina         | CSS                 | Phocaea   | MPC                           |
| 400033     | 2006 QT108 | 28 ago 2006 | Goodricke-Pigott | R. A. Tucker        | —         | MPC                           |
| 400034     | 2006 QZ116 | 27 ago 2006 | Anderson Mesa    | LONEOS              | —         | MPC                           |
| 400035     | 2006 QF119 | 28 ago 2006 | Socorro          | LINEAR              | —         | MPC                           |
| 400036     | 2006 QY121 | 29 ago 2006 | Catalina         | CSS                 | —         | MPC                           |
| 400037     | 2006 QA135 | 27 ago 2006 | Anderson Mesa    | LONEOS              | —         | MPC                           |
| 400038     | 2006 QM155 | 18 ago 2006 | Kitt Peak        | Spacewatch          | —         | MPC                           |
| 400039     | 2006 QS164 | 29 ago 2006 | Anderson Mesa    | LONEOS              | —         | MPC                           |
| 400040     | 2006 QK167 | 30 ago 2006 | Anderson Mesa    | LONEOS              | —         | MPC                           |
| 400041     | 2006 QW186 | 18 ago 2006 | Kitt Peak        | Spacewatch          | —         | MPC                           |
| 400042     | 2006 RX20  | 15 set 2006 | Kitt Peak        | Spacewatch          | —         | MPC                           |
| 400043     | 2006 RK57  | 15 set 2006 | Kitt Peak        | Spacewatch          | —         | MPC                           |
| 400044     | 2006 RH82  | 15 set 2006 | Kitt Peak        | Spacewatch          | —         | MPC                           |
| 400045     | 2006 RA83  | 15 set 2006 | Kitt Peak        | Spacewatch          | —         | MPC                           |
| 400046     | 2006 RC100 | 14 set 2006 | Catalina         | CSS                 | —         | MPC                           |
| 400047     | 2006 RT100 | 14 set 2006 | Catalina         | CSS                 | Phocaea   | MPC                           |
| 400048     | 2006 RX107 | 14 set 2006 | Mauna Kea        | J. Masiero          | —         | MPC                           |
| 400049     | 2006 RG120 | 12 set 2006 | Mayhill          | A. Lowe             | —         | MPC                           |
| 400050     | 2006 SR26  | 16 set 2006 | Anderson Mesa    | LONEOS              | —         | MPC                           |
| 400051     | 2006 ST38  | 18 set 2006 | Kitt Peak        | Spacewatch          | —         | MPC                           |
| 400052     | 2006 SQ42  | 18 set 2006 | Anderson Mesa    | LONEOS              | —         | MPC                           |
| 400053     | 2006 SV53  | 16 set 2006 | Catalina         | CSS                 | —         | MPC                           |
| 400054     | 2006 SK55  | 18 set 2006 | Catalina         | CSS                 | —         | MPC                           |
| 400055     | 2006 SC59  | 16 set 2006 | Catalina         | CSS                 | —         | MPC                           |
| 400056     | 2006 SV61  | 18 set 2006 | Catalina         | CSS                 | —         | MPC                           |
| 400057     | 2006 SM71  | 21 jul 2006 | Mount Lemmon     | Mount Lemmon Survey | —         | MPC                           |
| 400058     | 2006 SK76  | 19 set 2006 | Kitt Peak        | Spacewatch          | —         | MPC                           |
| 400059     | 2006 SA95  | 18 set 2006 | Kitt Peak        | Spacewatch          | —         | MPC                           |
| 400060     | 2006 SO95  | 18 set 2006 | Kitt Peak        | Spacewatch          | —         | MPC                           |
| 400061     | 2006 SK97  | 18 set 2006 | Kitt Peak        | Spacewatch          | —         | MPC                           |
| 400062     | 2006 SY97  | 18 set 2006 | Kitt Peak        | Spacewatch          | —         | MPC                           |
| 400063     | 2006 SO98  | 18 set 2006 | Kitt Peak        | Spacewatch          | —         | MPC                           |
| 400064     | 2006 SD105 | 19 set 2006 | Catalina         | CSS                 | —         | MPC                           |
| 400065     | 2006 SR116 | 24 set 2006 | Kitt Peak        | Spacewatch          | —         | MPC                           |
| 400066     | 2006 SF127 | 24 set 2006 | Anderson Mesa    | LONEOS              | —         | MPC                           |
| 400067     | 2006 SU127 | 17 set 2006 | Catalina         | CSS                 | —         | MPC                           |
| 400068     | 2006 SV130 | 23 set 2006 | Kitami           | K. Endate           | —         | MPC                           |
| 400069     | 2006 SC152 | 19 set 2006 | Kitt Peak        | Spacewatch          | —         | MPC                           |
| 400070     | 2006 SK159 | 23 set 2006 | Kitt Peak        | Spacewatch          | —         | MPC                           |
| 400071     | 2006 SW167 | 25 set 2006 | Kitt Peak        | Spacewatch          | —         | MPC                           |
| 400072     | 2006 SQ197 | 25 set 2006 | Moletai          | Molėtai Obs.        | —         | MPC                           |
| 400073     | 2006 SC205 | 19 set 2006 | Kitt Peak        | Spacewatch          | —         | MPC                           |
| 400074     | 2006 SF209 | 26 set 2006 | Socorro          | LINEAR              | —         | MPC                           |
| 400075     | 2006 SD228 | 18 set 2006 | Kitt Peak        | Spacewatch          | —         | MPC                           |
| 400076     | 2006 SQ232 | 26 set 2006 | Kitt Peak        | Spacewatch          | —         | MPC                           |
| 400077     | 2006 SY238 | 28 ago 2006 | Kitt Peak        | Spacewatch          | —         | MPC                           |
| 400078     | 2006 SU266 | 26 set 2006 | Kitt Peak        | Spacewatch          | —         | MPC                           |
| 400079     | 2006 SV287 | 25 set 2006 | Catalina         | CSS                 | —         | MPC                           |
| 400080     | 2006 SC292 | 27 set 2006 | Catalina         | CSS                 | —         | MPC                           |
| 400081     | 2006 SS301 | 26 set 2006 | Catalina         | CSS                 | —         | MPC                           |
| 400082     | 2006 SC311 | 27 set 2006 | Kitt Peak        | Spacewatch          | —         | MPC                           |
| 400083     | 2006 ST333 | 28 set 2006 | Kitt Peak        | Spacewatch          | —         | MPC                           |
| 400084     | 2006 SJ343 | 28 set 2006 | Kitt Peak        | Spacewatch          | —         | MPC                           |
| 400085     | 2006 SZ345 | 28 set 2006 | Kitt Peak        | Spacewatch          | —         | MPC                           |
| 400086     | 2006 SA352 | 30 set 2006 | Catalina         | CSS                 | —         | MPC                           |
| 400087     | 2006 SG354 | 30 set 2006 | Catalina         | CSS                 | —         | MPC                           |
| 400088     | 2006 SB368 | 28 set 2006 | Farra d'Isonzo   | Farra d'Isonzo      | —         | MPC                           |
| 400089     | 2006 SH385 | 29 set 2006 | Apache Point     | A. C. Becker        | —         | MPC                           |
| 400090     | 2006 SV389 | 30 set 2006 | Apache Point     | A. C. Becker        | —         | MPC                           |
| 400091     | 2006 SQ390 | 30 set 2006 | Apache Point     | A. C. Becker        | —         | MPC                           |
| 400092     | 2006 SQ400 | 25 set 2006 | Kitt Peak        | Spacewatch          | —         | MPC                           |
| 400093     | 2006 SF406 | 19 set 2006 | Kitt Peak        | Spacewatch          | —         | MPC                           |
| 400094     | 2006 SN407 | 26 set 2006 | Mount Lemmon     | Mount Lemmon Survey | —         | MPC                           |
| 400095     | 2006 SJ413 | 25 set 2006 | Catalina         | CSS                 | —         | MPC                           |
| 400096     | 2006 TX13  | 10 out 2006 | Palomar          | NEAT                | Phocaea   | MPC                           |
| 400097     | 2006 TF14  | 10 out 2006 | Palomar          | NEAT                | —         | MPC                           |
| 400098     | 2006 TK14  | 10 out 2006 | Palomar          | NEAT                | —         | MPC                           |
| 400099     | 2006 TS24  | 12 out 2006 | Kitt Peak        | Spacewatch          | —         | MPC                           |
| 400100     | 2006 TC28  | 12 out 2006 | Kitt Peak        | Spacewatch          | —         | MPC                           |

## 400101–400200
| Designação     | Designação | Descoberta  | Descoberta   | Descobridor(es)           | Categoria | Mais informações / Referência |
| Permanente     | Provisória | Data        | Local        | Descobridor(es)           | Categoria | Mais informações / Referência |
| -------------- | ---------- | ----------- | ------------ | ------------------------- | --------- | ----------------------------- |
| 400101         | 2006 TO43  | 12 out 2006 | Kitt Peak    | Spacewatch                | —         | MPC                           |
| 400102         | 2006 TS53  | 12 out 2006 | Kitt Peak    | Spacewatch                | —         | MPC                           |
| 400103         | 2006 TQ58  | 3 jun 2006  | Catalina     | CSS                       | —         | MPC                           |
| 400104         | 2006 TF65  | 11 out 2006 | Palomar      | NEAT                      | —         | MPC                           |
| 400105         | 2006 TF75  | 11 out 2006 | Palomar      | NEAT                      | —         | MPC                           |
| 400106         | 2006 TJ84  | 13 out 2006 | Kitt Peak    | Spacewatch                | —         | MPC                           |
| 400107         | 2006 TO85  | 13 out 2006 | Kitt Peak    | Spacewatch                | —         | MPC                           |
| 400108         | 2006 TN122 | 11 out 2006 | Palomar      | NEAT                      | —         | MPC                           |
| 400109         | 2006 TS123 | 2 out 2006  | Mount Lemmon | Mount Lemmon Survey       | —         | MPC                           |
| 400110         | 2006 TC125 | 4 out 2006  | Mount Lemmon | Mount Lemmon Survey       | —         | MPC                           |
| 400111         | 2006 TB129 | 3 out 2006  | Mount Lemmon | Mount Lemmon Survey       | —         | MPC                           |
| 400112         | 2006 UF8   | 16 out 2006 | Catalina     | CSS                       | —         | MPC                           |
| 400113         | 2006 UF16  | 17 out 2006 | Mount Lemmon | Mount Lemmon Survey       | —         | MPC                           |
| 400114         | 2006 UQ20  | 16 out 2006 | Kitt Peak    | Spacewatch                | —         | MPC                           |
| 400115         | 2006 UV21  | 16 out 2006 | Kitt Peak    | Spacewatch                | —         | MPC                           |
| 400116         | 2006 UH24  | 16 out 2006 | Kitt Peak    | Spacewatch                | —         | MPC                           |
| 400117         | 2006 UN30  | 25 set 2006 | Kitt Peak    | Spacewatch                | —         | MPC                           |
| 400118         | 2006 UU30  | 16 out 2006 | Kitt Peak    | Spacewatch                | —         | MPC                           |
| 400119         | 2006 UM32  | 16 out 2006 | Kitt Peak    | Spacewatch                | —         | MPC                           |
| 400120         | 2006 UZ51  | 17 out 2006 | Kitt Peak    | Spacewatch                | —         | MPC                           |
| 400121         | 2006 UE58  | 18 out 2006 | Kitt Peak    | Spacewatch                | —         | MPC                           |
| 400122         | 2006 UG84  | 17 out 2006 | Mount Lemmon | Mount Lemmon Survey       | —         | MPC                           |
| 400123         | 2006 UL88  | 17 out 2006 | Kitt Peak    | Spacewatch                | —         | MPC                           |
| 400124         | 2006 UM88  | 17 out 2006 | Kitt Peak    | Spacewatch                | —         | MPC                           |
| 400125         | 2006 UY100 | 3 out 2006  | Mount Lemmon | Mount Lemmon Survey       | —         | MPC                           |
| 400126         | 2006 UP105 | 3 out 2006  | Mount Lemmon | Mount Lemmon Survey       | —         | MPC                           |
| 400127         | 2006 UO106 | 18 out 2006 | Kitt Peak    | Spacewatch                | —         | MPC                           |
| 400128         | 2006 UG126 | 19 out 2006 | Kitt Peak    | Spacewatch                | —         | MPC                           |
| 400129         | 2006 UK128 | 19 out 2006 | Kitt Peak    | Spacewatch                | —         | MPC                           |
| 400130         | 2006 US128 | 2 out 2006  | Mount Lemmon | Mount Lemmon Survey       | Phocaea   | MPC                           |
| 400131         | 2006 UY128 | 19 out 2006 | Kitt Peak    | Spacewatch                | —         | MPC                           |
| 400132         | 2006 UH152 | 20 out 2006 | Kitt Peak    | Spacewatch                | —         | MPC                           |
| 400133         | 2006 UU170 | 21 out 2006 | Mount Lemmon | Mount Lemmon Survey       | —         | MPC                           |
| 400134         | 2006 UM177 | 16 out 2006 | Catalina     | CSS                       | —         | MPC                           |
| 400135         | 2006 UB178 | 16 out 2006 | Catalina     | CSS                       | —         | MPC                           |
| 400136         | 2006 UE188 | 19 out 2006 | Catalina     | CSS                       | Phocaea   | MPC                           |
| 400137         | 2006 UN189 | 19 out 2006 | Catalina     | CSS                       | —         | MPC                           |
| 400138         | 2006 UX189 | 19 out 2006 | Catalina     | CSS                       | —         | MPC                           |
| 400139         | 2006 UM192 | 19 out 2006 | Catalina     | CSS                       | —         | MPC                           |
| 400140         | 2006 UU201 | 21 out 2006 | Mount Lemmon | Mount Lemmon Survey       | —         | MPC                           |
| 400141         | 2006 UA215 | 25 out 2006 | Kuma Kogen   | Y. Fujita                 | Juno      | MPC                           |
| 400142         | 2006 UT224 | 19 out 2006 | Mount Lemmon | Mount Lemmon Survey       | Phocaea   | MPC                           |
| 400143         | 2006 UC227 | 20 out 2006 | Palomar      | NEAT                      | —         | MPC                           |
| 400144         | 2006 UE232 | 21 out 2006 | Mount Lemmon | Mount Lemmon Survey       | —         | MPC                           |
| 400145         | 2006 UJ244 | 27 out 2006 | Mount Lemmon | Mount Lemmon Survey       | —         | MPC                           |
| 400146         | 2006 UZ251 | 27 out 2006 | Mount Lemmon | Mount Lemmon Survey       | —         | MPC                           |
| 400147         | 2006 UV280 | 20 out 2006 | Kitt Peak    | Spacewatch                | —         | MPC                           |
| 400148         | 2006 UT288 | 30 out 2006 | Catalina     | CSS                       | —         | MPC                           |
| 400149         | 2006 UW329 | 31 out 2006 | Mount Lemmon | Mount Lemmon Survey       | —         | MPC                           |
| 400150         | 2006 UM335 | 17 out 2006 | Catalina     | CSS                       | —         | MPC                           |
| 400151         | 2006 UB346 | 17 out 2006 | Mount Lemmon | Mount Lemmon Survey       | —         | MPC                           |
| 400152         | 2006 VO12  | 11 nov 2006 | Socorro      | LINEAR                    | —         | MPC                           |
| 400153         | 2006 VP12  | 11 nov 2006 | Socorro      | LINEAR                    | —         | MPC                           |
| 400154         | 2006 VP23  | 10 nov 2006 | Kitt Peak    | Spacewatch                | —         | MPC                           |
| 400155         | 2006 VZ30  | 20 out 2006 | Mount Lemmon | Mount Lemmon Survey       | —         | MPC                           |
| 400156         | 2006 VH47  | 9 nov 2006  | Kitt Peak    | Spacewatch                | —         | MPC                           |
| 400157         | 2006 VV66  | 11 nov 2006 | Catalina     | CSS                       | —         | MPC                           |
| 400158         | 2006 VR69  | 31 out 2006 | Mount Lemmon | Mount Lemmon Survey       | —         | MPC                           |
| 400159         | 2006 VX74  | 11 nov 2006 | Mount Lemmon | Mount Lemmon Survey       | —         | MPC                           |
| 400160         | 2006 VH81  | 12 nov 2006 | Mount Lemmon | Mount Lemmon Survey       | —         | MPC                           |
| 400161         | 2006 VY84  | 13 nov 2006 | Kitt Peak    | Spacewatch                | —         | MPC                           |
| 400162         | 2006 VM85  | 14 nov 2006 | San Marcello | Pistoia Mountains Obs.    | —         | MPC                           |
| 400163         | 2006 VB111 | 13 nov 2006 | Kitt Peak    | Spacewatch                | —         | MPC                           |
| 400164         | 2006 VG111 | 13 nov 2006 | Kitt Peak    | Spacewatch                | —         | MPC                           |
| 400165         | 2006 VL112 | 13 nov 2006 | Palomar      | NEAT                      | —         | MPC                           |
| 400166         | 2006 VX133 | 15 nov 2006 | Mount Lemmon | Mount Lemmon Survey       | —         | MPC                           |
| 400167         | 2006 VS134 | 15 nov 2006 | Catalina     | CSS                       | —         | MPC                           |
| 400168         | 2006 VO143 | 27 ago 2006 | Kitt Peak    | Spacewatch                | —         | MPC                           |
| 400169         | 2006 VS154 | 16 out 2006 | Catalina     | CSS                       | —         | MPC                           |
| 400170         | 2006 WZ16  | 17 nov 2006 | Kitt Peak    | Spacewatch                | —         | MPC                           |
| 400171         | 2006 WY18  | 19 set 2006 | Catalina     | CSS                       | —         | MPC                           |
| 400172         | 2006 WZ18  | 17 nov 2006 | Kitt Peak    | Spacewatch                | —         | MPC                           |
| 400173         | 2006 WJ22  | 17 nov 2006 | Mount Lemmon | Mount Lemmon Survey       | —         | MPC                           |
| 400174         | 2006 WW25  | 17 nov 2006 | Mount Lemmon | Mount Lemmon Survey       | —         | MPC                           |
| 400175         | 2006 WC45  | 16 nov 2006 | Mount Lemmon | Mount Lemmon Survey       | —         | MPC                           |
| 400176         | 2006 WH81  | 18 nov 2006 | Mount Lemmon | Mount Lemmon Survey       | —         | MPC                           |
| 400177         | 2006 WV94  | 19 nov 2006 | Kitt Peak    | Spacewatch                | —         | MPC                           |
| 400178         | 2006 WP102 | 19 nov 2006 | Kitt Peak    | Spacewatch                | —         | MPC                           |
| 400179         | 2006 WO115 | 20 nov 2006 | Socorro      | LINEAR                    | —         | MPC                           |
| 400180         | 2006 WT118 | 15 out 2006 | Kitt Peak    | Spacewatch                | —         | MPC                           |
| 400181         | 2006 WH119 | 21 nov 2006 | Mount Lemmon | Mount Lemmon Survey       | —         | MPC                           |
| 400182         | 2006 WO120 | 21 nov 2006 | Socorro      | LINEAR                    | —         | MPC                           |
| 400183         | 2006 WB122 | 21 nov 2006 | Mount Lemmon | Mount Lemmon Survey       | —         | MPC                           |
| 400184         | 2006 WZ133 | 18 nov 2006 | Mount Lemmon | Mount Lemmon Survey       | —         | MPC                           |
| 400185         | 2006 WC139 | 19 nov 2006 | Kitt Peak    | Spacewatch                | —         | MPC                           |
| 400186         | 2006 WU146 | 20 nov 2006 | Kitt Peak    | Spacewatch                | —         | MPC                           |
| 400187         | 2006 WK187 | 23 nov 2006 | Mount Lemmon | Mount Lemmon Survey       | —         | MPC                           |
| 400188         | 2006 WG200 | 19 nov 2006 | Kitt Peak    | Spacewatch                | —         | MPC                           |
| 400189         | 2006 WJ205 | 28 out 2006 | Mount Lemmon | Mount Lemmon Survey       | —         | MPC                           |
| 400190         | 2006 XL19  | 11 dez 2006 | Kitt Peak    | Spacewatch                | —         | MPC                           |
| 400191         | 2006 XL20  | 23 out 2006 | Mount Lemmon | Mount Lemmon Survey       | —         | MPC                           |
| 400192         | 2006 XS46  | 13 dez 2006 | Catalina     | CSS                       | —         | MPC                           |
| 400193 Castión | 2006 XW60  | 14 dez 2006 | San Marcello | A. Boattini, M. Mazzucato | —         | MPC                           |
| 400194         | 2006 XQ66  | 14 dez 2006 | Palomar      | NEAT                      | —         | MPC                           |
| 400195         | 2006 YL8   | 27 nov 2006 | Mount Lemmon | Mount Lemmon Survey       | Brangane  | MPC                           |
| 400196         | 2006 YL13  | 16 dez 2006 | Catalina     | CSS                       | —         | MPC                           |
| 400197         | 2006 YN24  | 21 dez 2006 | Kitt Peak    | Spacewatch                | —         | MPC                           |
| 400198         | 2006 YD29  | 21 dez 2006 | Mount Lemmon | Mount Lemmon Survey       | Brangane  | MPC                           |
| 400199         | 2006 YO54  | 24 dez 2006 | Kitt Peak    | Spacewatch                | —         | MPC                           |
| 400200         | 2007 AG13  | 9 jan 2007  | Mount Lemmon | Mount Lemmon Survey       | —         | MPC                           |

## 400201–400300
| Designação | Designação | Descoberta  | Descoberta     | Descobridor(es)     | Categoria | Mais informações / Referência |
| Permanente | Provisória | Data        | Local          | Descobridor(es)     | Categoria | Mais informações / Referência |
| ---------- | ---------- | ----------- | -------------- | ------------------- | --------- | ----------------------------- |
| 400201     | 2007 AL13  | 9 jan 2007  | Mount Lemmon   | Mount Lemmon Survey | —         | MPC                           |
| 400202     | 2007 AT14  | 21 out 2006 | Mount Lemmon   | Mount Lemmon Survey | —         | MPC                           |
| 400203     | 2007 AW24  | 15 jan 2007 | Catalina       | CSS                 | —         | MPC                           |
| 400204     | 2007 AE30  | 10 jan 2007 | Mount Lemmon   | Mount Lemmon Survey | —         | MPC                           |
| 400205     | 2007 BO    | 8 jan 2007  | Mount Lemmon   | Mount Lemmon Survey | —         | MPC                           |
| 400206     | 2007 BT8   | 17 jan 2007 | Kitt Peak      | Spacewatch          | —         | MPC                           |
| 400207     | 2007 BC16  | 17 jan 2007 | Kitt Peak      | Spacewatch          | —         | MPC                           |
| 400208     | 2007 BZ35  | 13 dez 2006 | Mount Lemmon   | Mount Lemmon Survey | —         | MPC                           |
| 400209     | 2007 BE46  | 25 dez 2006 | Kitt Peak      | Spacewatch          | —         | MPC                           |
| 400210     | 2007 BN58  | 10 jan 2007 | Mount Lemmon   | Mount Lemmon Survey | —         | MPC                           |
| 400211     | 2007 BE61  | 27 jan 2007 | Mount Lemmon   | Mount Lemmon Survey | —         | MPC                           |
| 400212     | 2007 BL69  | 27 jan 2007 | Mount Lemmon   | Mount Lemmon Survey | —         | MPC                           |
| 400213     | 2007 BG78  | 24 jan 2007 | Mount Lemmon   | Mount Lemmon Survey | —         | MPC                           |
| 400214     | 2007 BW78  | 27 jan 2007 | Mount Lemmon   | Mount Lemmon Survey | Ursula    | MPC                           |
| 400215     | 2007 CN1   | 29 out 2005 | Mount Lemmon   | Mount Lemmon Survey | —         | MPC                           |
| 400216     | 2007 CC5   | 6 fev 2007  | Kitt Peak      | Spacewatch          | —         | MPC                           |
| 400217     | 2007 CT20  | 6 fev 2007  | Mount Lemmon   | Mount Lemmon Survey | —         | MPC                           |
| 400218     | 2007 CE22  | 6 fev 2007  | Mount Lemmon   | Mount Lemmon Survey | —         | MPC                           |
| 400219     | 2007 CA55  | 13 jan 2007 | Socorro        | LINEAR              | —         | MPC                           |
| 400220     | 2007 CO79  | 16 nov 2006 | Mount Lemmon   | Mount Lemmon Survey | —         | MPC                           |
| 400221     | 2007 DR16  | 17 fev 2007 | Kitt Peak      | Spacewatch          | Brangane  | MPC                           |
| 400222     | 2007 DH20  | 17 fev 2007 | Kitt Peak      | Spacewatch          | —         | MPC                           |
| 400223     | 2007 DE80  | 23 fev 2007 | Mount Lemmon   | Mount Lemmon Survey | Brangane  | MPC                           |
| 400224     | 2007 DV92  | 28 jan 2007 | Mount Lemmon   | Mount Lemmon Survey | —         | MPC                           |
| 400225     | 2007 DP100 | 25 fev 2007 | Mount Lemmon   | Mount Lemmon Survey | —         | MPC                           |
| 400226     | 2007 DA101 | 26 fev 2007 | Mount Lemmon   | Mount Lemmon Survey | —         | MPC                           |
| 400227     | 2007 EC64  | 6 fev 2007  | Mount Lemmon   | Mount Lemmon Survey | —         | MPC                           |
| 400228     | 2007 ER110 | 11 mar 2007 | Kitt Peak      | Spacewatch          | —         | MPC                           |
| 400229     | 2007 EY115 | 13 mar 2007 | Mount Lemmon   | Mount Lemmon Survey | —         | MPC                           |
| 400230     | 2007 EP153 | 12 mar 2007 | Kitt Peak      | Spacewatch          | Brangane  | MPC                           |
| 400231     | 2007 EZ172 | 25 nov 2005 | Mount Lemmon   | Mount Lemmon Survey | —         | MPC                           |
| 400232     | 2007 ET219 | 11 mar 2007 | Kitt Peak      | Spacewatch          | —         | MPC                           |
| 400233     | 2007 FY15  | 19 mar 2007 | Catalina       | CSS                 | —         | MPC                           |
| 400234     | 2007 GL11  | 22 fev 2007 | Kitt Peak      | Spacewatch          | —         | MPC                           |
| 400235     | 2007 GC48  | 14 abr 2007 | Kitt Peak      | Spacewatch          | —         | MPC                           |
| 400236     | 2007 HS53  | 22 abr 2007 | Kitt Peak      | Spacewatch          | —         | MPC                           |
| 400237     | 2007 HX61  | 22 abr 2007 | Mount Lemmon   | Mount Lemmon Survey | —         | MPC                           |
| 400238     | 2007 HS66  | 22 abr 2007 | Mount Lemmon   | Mount Lemmon Survey | —         | MPC                           |
| 400239     | 2007 HA85  | 16 mar 2007 | Mount Lemmon   | Mount Lemmon Survey | —         | MPC                           |
| 400240     | 2007 HX95  | 25 abr 2007 | Mount Lemmon   | Mount Lemmon Survey | —         | MPC                           |
| 400241     | 2007 JX44  | 11 mai 2007 | Mount Lemmon   | Mount Lemmon Survey | —         | MPC                           |
| 400242     | 2007 NZ4   | 15 jul 2007 | Reedy Creek    | J. Broughton        | —         | MPC                           |
| 400243     | 2007 ON6   | 21 jul 2007 | Reedy Creek    | J. Broughton        | —         | MPC                           |
| 400244     | 2007 PD11  | 12 ago 2007 | Pla D'Arguines | R. Ferrando         | —         | MPC                           |
| 400245     | 2007 PW17  | 9 ago 2007  | Socorro        | LINEAR              | —         | MPC                           |
| 400246     | 2007 PN23  | 12 ago 2007 | Socorro        | LINEAR              | —         | MPC                           |
| 400247     | 2007 PA24  | 12 ago 2007 | Socorro        | LINEAR              | —         | MPC                           |
| 400248     | 2007 PW25  | 8 ago 2007  | Socorro        | LINEAR              | —         | MPC                           |
| 400249     | 2007 PF26  | 11 ago 2007 | Socorro        | LINEAR              | —         | MPC                           |
| 400250     | 2007 PY36  | 13 ago 2007 | Socorro        | LINEAR              | —         | MPC                           |
| 400251     | 2007 PS39  | 13 ago 2007 | Socorro        | LINEAR              | Flora     | MPC                           |
| 400252     | 2007 PR49  | 10 ago 2007 | Kitt Peak      | Spacewatch          | —         | MPC                           |
| 400253     | 2007 PT50  | 9 ago 2007  | Socorro        | LINEAR              | —         | MPC                           |
| 400254     | 2007 RC    | 1 set 2007  | Eskridge       | G. Hug              | —         | MPC                           |
| 400255     | 2007 RW4   | 3 set 2007  | Catalina       | CSS                 | —         | MPC                           |
| 400256     | 2007 RG24  | 3 set 2007  | Catalina       | CSS                 | —         | MPC                           |
| 400257     | 2007 RF26  | 4 set 2007  | Mount Lemmon   | Mount Lemmon Survey | —         | MPC                           |
| 400258     | 2007 RG36  | 8 set 2007  | Anderson Mesa  | LONEOS              | —         | MPC                           |
| 400259     | 2007 RR65  | 10 ago 2007 | Kitt Peak      | Spacewatch          | Mitidika  | MPC                           |
| 400260     | 2007 RK87  | 10 set 2007 | Mount Lemmon   | Mount Lemmon Survey | —         | MPC                           |
| 400261     | 2007 RM115 | 11 set 2007 | Kitt Peak      | Spacewatch          | —         | MPC                           |
| 400262     | 2007 RY117 | 11 set 2007 | Kitt Peak      | Spacewatch          | —         | MPC                           |
| 400263     | 2007 RP137 | 14 set 2007 | Anderson Mesa  | LONEOS              | Pallas    | MPC                           |
| 400264     | 2007 RW139 | 3 set 2007  | Catalina       | CSS                 | —         | MPC                           |
| 400265     | 2007 RP143 | 23 ago 2007 | Kitt Peak      | Spacewatch          | —         | MPC                           |
| 400266     | 2007 RP147 | 11 set 2007 | XuYi           | PMO NEO             | —         | MPC                           |
| 400267     | 2007 RU148 | 12 set 2007 | Catalina       | CSS                 | —         | MPC                           |
| 400268     | 2007 RO149 | 12 set 2007 | Catalina       | CSS                 | —         | MPC                           |
| 400269     | 2007 RE206 | 10 ago 2007 | Kitt Peak      | Spacewatch          | Mitidika  | MPC                           |
| 400270     | 2007 RA218 | 13 set 2007 | Mount Lemmon   | Mount Lemmon Survey | —         | MPC                           |
| 400271     | 2007 RQ220 | 14 set 2007 | Mount Lemmon   | Mount Lemmon Survey | —         | MPC                           |
| 400272     | 2007 RL227 | 10 set 2007 | Kitt Peak      | Spacewatch          | —         | MPC                           |
| 400273     | 2007 RO233 | 12 ago 2007 | Socorro        | LINEAR              | —         | MPC                           |
| 400274     | 2007 RF235 | 12 set 2007 | Mount Lemmon   | Mount Lemmon Survey | —         | MPC                           |
| 400275     | 2007 RE243 | 3 set 2007  | Catalina       | CSS                 | —         | MPC                           |
| 400276     | 2007 RC246 | 21 ago 2007 | Anderson Mesa  | LONEOS              | —         | MPC                           |
| 400277     | 2007 RO265 | 23 ago 2007 | Kitt Peak      | Spacewatch          | —         | MPC                           |
| 400278     | 2007 RE301 | 12 set 2007 | Mount Lemmon   | Mount Lemmon Survey | —         | MPC                           |
| 400279     | 2007 RP302 | 9 set 2007  | Mount Lemmon   | Mount Lemmon Survey | —         | MPC                           |
| 400280     | 2007 RH310 | 5 set 2007  | Catalina       | CSS                 | —         | MPC                           |
| 400281     | 2007 RT311 | 4 set 2007  | Catalina       | CSS                 | —         | MPC                           |
| 400282     | 2007 RV314 | 3 set 2007  | Catalina       | CSS                 | —         | MPC                           |
| 400283     | 2007 SY3   | 16 set 2007 | Socorro        | LINEAR              | —         | MPC                           |
| 400284     | 2007 SK10  | 19 set 2007 | Kitt Peak      | Spacewatch          | —         | MPC                           |
| 400285     | 2007 SO20  | 18 set 2007 | Mount Lemmon   | Mount Lemmon Survey | Mitidika  | MPC                           |
| 400286     | 2007 TQ9   | 8 set 2007  | Anderson Mesa  | LONEOS              | —         | MPC                           |
| 400287     | 2007 TE10  | 11 set 2007 | Mount Lemmon   | Mount Lemmon Survey | —         | MPC                           |
| 400288     | 2007 TJ46  | 7 out 2007  | Mount Lemmon   | Mount Lemmon Survey | —         | MPC                           |
| 400289     | 2007 TH51  | 4 out 2007  | Kitt Peak      | Spacewatch          | —         | MPC                           |
| 400290     | 2007 TT64  | 7 out 2007  | Mount Lemmon   | Mount Lemmon Survey | Mitidika  | MPC                           |
| 400291     | 2007 TS69  | 14 out 2007 | Wrightwood     | J. W. Young         | —         | MPC                           |
| 400292     | 2007 TM79  | 5 out 2007  | Kitt Peak      | Spacewatch          | —         | MPC                           |
| 400293     | 2007 TU89  | 8 out 2007  | Mount Lemmon   | Mount Lemmon Survey | —         | MPC                           |
| 400294     | 2007 TJ91  | 13 out 2007 | Dauban         | Chante-Perdrix Obs. | —         | MPC                           |
| 400295     | 2007 TL111 | 3 set 2007  | Catalina       | CSS                 | —         | MPC                           |
| 400296     | 2007 TJ119 | 9 out 2007  | Kitt Peak      | Spacewatch          | —         | MPC                           |
| 400297     | 2007 TQ124 | 6 out 2007  | Kitt Peak      | Spacewatch          | —         | MPC                           |
| 400298     | 2007 TU124 | 15 set 2007 | Mount Lemmon   | Mount Lemmon Survey | —         | MPC                           |
| 400299     | 2007 TN126 | 9 set 2007  | Mount Lemmon   | Mount Lemmon Survey | —         | MPC                           |
| 400300     | 2007 TQ126 | 6 out 2007  | Kitt Peak      | Spacewatch          | —         | MPC                           |

## 400301–400400
| Designação         | Designação | Descoberta  | Descoberta        | Descobridor(es)     | Categoria | Mais informações / Referência |
| Permanente         | Provisória | Data        | Local             | Descobridor(es)     | Categoria | Mais informações / Referência |
| ------------------ | ---------- | ----------- | ----------------- | ------------------- | --------- | ----------------------------- |
| 400301             | 2007 TU134 | 8 out 2007  | Kitt Peak         | Spacewatch          | —         | MPC                           |
| 400302             | 2007 TD136 | 8 out 2007  | Kitt Peak         | Spacewatch          | Mitidika  | MPC                           |
| 400303             | 2007 TT148 | 8 out 2007  | Socorro           | LINEAR              | —         | MPC                           |
| 400304             | 2007 TB150 | 9 out 2007  | Socorro           | LINEAR              | —         | MPC                           |
| 400305             | 2007 TW152 | 9 out 2007  | Socorro           | LINEAR              | —         | MPC                           |
| 400306             | 2007 TO182 | 8 out 2007  | Anderson Mesa     | LONEOS              | —         | MPC                           |
| 400307             | 2007 TJ184 | 10 out 2007 | Catalina          | CSS                 | —         | MPC                           |
| 400308 Antonkutter | 2007 TX184 | 13 out 2007 | Gaisberg          | R. Gierlinger       | —         | MPC                           |
| 400309 Ralfhofner  | 2007 TC185 | 14 out 2007 | Radebeul          | M. Fiedler          | —         | MPC                           |
| 400310             | 2007 TX185 | 13 out 2007 | Socorro           | LINEAR              | —         | MPC                           |
| 400311             | 2007 TD244 | 8 out 2007  | Catalina          | CSS                 | —         | MPC                           |
| 400312             | 2007 TE244 | 8 out 2007  | Catalina          | CSS                 | Hilda     | MPC                           |
| 400313             | 2007 TH274 | 12 set 2007 | Mount Lemmon      | Mount Lemmon Survey | —         | MPC                           |
| 400314             | 2007 TT281 | 7 out 2007  | Mount Lemmon      | Mount Lemmon Survey | —         | MPC                           |
| 400315             | 2007 TT325 | 18 nov 2003 | Kitt Peak         | Spacewatch          | —         | MPC                           |
| 400316             | 2007 TT330 | 11 out 2007 | Kitt Peak         | Spacewatch          | —         | MPC                           |
| 400317             | 2007 TP332 | 11 out 2007 | Kitt Peak         | Spacewatch          | —         | MPC                           |
| 400318             | 2007 TU338 | 11 out 2007 | Catalina          | CSS                 | —         | MPC                           |
| 400319             | 2007 TB356 | 11 out 2007 | Lulin Observatory | LUSS                | —         | MPC                           |
| 400320             | 2007 TG357 | 12 out 2007 | Kitt Peak         | Spacewatch          | Juno      | MPC                           |
| 400321             | 2007 TH367 | 10 out 2007 | Catalina          | CSS                 | —         | MPC                           |
| 400322             | 2007 TH385 | 15 out 2007 | Anderson Mesa     | LONEOS              | —         | MPC                           |
| 400323             | 2007 TJ411 | 12 set 2007 | Mount Lemmon      | Mount Lemmon Survey | Mitidika  | MPC                           |
| 400324             | 2007 TC412 | 14 out 2007 | Catalina          | CSS                 | —         | MPC                           |
| 400325             | 2007 TG431 | 12 out 2007 | Kitt Peak         | Spacewatch          | —         | MPC                           |
| 400326             | 2007 TS432 | 7 out 2007  | Mount Lemmon      | Mount Lemmon Survey | —         | MPC                           |
| 400327             | 2007 TM443 | 7 out 2007  | Catalina          | CSS                 | —         | MPC                           |
| 400328             | 2007 TJ447 | 11 out 2007 | Kitt Peak         | Spacewatch          | Phocaea   | MPC                           |
| 400329             | 2007 UM8   | 16 out 2007 | Catalina          | CSS                 | —         | MPC                           |
| 400330             | 2007 UW10  | 18 out 2007 | Anderson Mesa     | LONEOS              | —         | MPC                           |
| 400331             | 2007 UA18  | 16 out 2007 | Catalina          | CSS                 | —         | MPC                           |
| 400332             | 2007 UQ18  | 17 out 2007 | Anderson Mesa     | Mount Lemmon Survey | —         | MPC                           |
| 400333             | 2007 UO33  | 16 out 2007 | Catalina          | CSS                 | —         | MPC                           |
| 400334             | 2007 UB34  | 16 out 2007 | Catalina          | CSS                 | —         | MPC                           |
| 400335             | 2007 UO34  | 18 out 2007 | Anderson Mesa     | LONEOS              | —         | MPC                           |
| 400336             | 2007 UZ52  | 6 out 2007  | Kitt Peak         | Spacewatch          | —         | MPC                           |
| 400337             | 2007 UZ65  | 31 out 2007 | Gnosca            | S. Sposetti         | —         | MPC                           |
| 400338             | 2007 UC71  | 10 out 2007 | Kitt Peak         | Spacewatch          | —         | MPC                           |
| 400339             | 2007 UL82  | 30 out 2007 | Kitt Peak         | Spacewatch          | Mitidika  | MPC                           |
| 400340             | 2007 UO100 | 16 out 2007 | Anderson Mesa     | Mount Lemmon Survey | —         | MPC                           |
| 400341             | 2007 UB127 | 20 out 2007 | Mount Lemmon      | Mount Lemmon Survey | —         | MPC                           |
| 400342             | 2007 UY132 | 20 out 2007 | Mount Lemmon      | Mount Lemmon Survey | —         | MPC                           |
| 400343             | 2007 VJ2   | 2 nov 2007  | Socorro           | LINEAR              | —         | MPC                           |
| 400344             | 2007 VP12  | 16 out 2007 | Catalina          | CSS                 | —         | MPC                           |
| 400345             | 2007 VC40  | 3 nov 2007  | Mount Lemmon      | Mount Lemmon Survey | Juno      | MPC                           |
| 400346             | 2007 VT47  | 1 nov 2007  | Kitt Peak         | Spacewatch          | —         | MPC                           |
| 400347             | 2007 VD59  | 1 nov 2007  | Kitt Peak         | Spacewatch          | —         | MPC                           |
| 400348             | 2007 VO61  | 16 out 2007 | Mount Lemmon      | Mount Lemmon Survey | —         | MPC                           |
| 400349             | 2007 VG80  | 16 out 2007 | Mount Lemmon      | Mount Lemmon Survey | Phocaea   | MPC                           |
| 400350             | 2007 VD84  | 7 nov 2007  | Mayhill           | A. Lowe             | —         | MPC                           |
| 400351             | 2007 VK91  | 7 nov 2007  | Socorro           | LINEAR              | —         | MPC                           |
| 400352             | 2007 VA100 | 24 out 2007 | Mount Lemmon      | Mount Lemmon Survey | —         | MPC                           |
| 400353             | 2007 VX104 | 3 nov 2007  | Kitt Peak         | Spacewatch          | —         | MPC                           |
| 400354             | 2007 VV109 | 3 nov 2007  | Kitt Peak         | Spacewatch          | —         | MPC                           |
| 400355             | 2007 VX126 | 3 nov 2007  | Kitt Peak         | Spacewatch          | —         | MPC                           |
| 400356             | 2007 VP135 | 3 nov 2007  | Mount Lemmon      | Mount Lemmon Survey | —         | MPC                           |
| 400357             | 2007 VW156 | 5 nov 2007  | Kitt Peak         | Spacewatch          | —         | MPC                           |
| 400358             | 2007 VN161 | 5 nov 2007  | Kitt Peak         | Spacewatch          | Phocaea   | MPC                           |
| 400359             | 2007 VH173 | 2 nov 2007  | Mount Lemmon      | Mount Lemmon Survey | —         | MPC                           |
| 400360             | 2007 VY180 | 7 nov 2007  | Catalina          | CSS                 | Juno      | MPC                           |
| 400361             | 2007 VL189 | 5 out 2007  | Kitt Peak         | Spacewatch          | —         | MPC                           |
| 400362             | 2007 VK219 | 9 nov 2007  | Kitt Peak         | Spacewatch          | —         | MPC                           |
| 400363             | 2007 VE226 | 20 out 2007 | Mount Lemmon      | Mount Lemmon Survey | —         | MPC                           |
| 400364             | 2007 VG272 | 11 nov 2007 | Mount Lemmon      | Mount Lemmon Survey | —         | MPC                           |
| 400365             | 2007 VQ297 | 12 set 2007 | Catalina          | CSS                 | —         | MPC                           |
| 400366             | 2007 VT306 | 1 nov 2007  | Kitt Peak         | Spacewatch          | —         | MPC                           |
| 400367             | 2007 VQ308 | 7 nov 2007  | Kitt Peak         | Spacewatch          | —         | MPC                           |
| 400368             | 2007 VG313 | 8 nov 2007  | Kitt Peak         | Spacewatch          | —         | MPC                           |
| 400369             | 2007 VT332 | 8 nov 2007  | Mount Lemmon      | Mount Lemmon Survey | —         | MPC                           |
| 400370             | 2007 WM4   | 19 nov 2007 | Mount Lemmon      | Mount Lemmon Survey | —         | MPC                           |
| 400371             | 2007 WP10  | 17 nov 2007 | Mount Lemmon      | Mount Lemmon Survey | —         | MPC                           |
| 400372             | 2007 WK21  | 17 nov 2007 | Kitt Peak         | Spacewatch          | —         | MPC                           |
| 400373             | 2007 WW29  | 19 nov 2007 | Kitt Peak         | Spacewatch          | —         | MPC                           |
| 400374             | 2007 WD58  | 20 nov 2007 | Mount Lemmon      | Mount Lemmon Survey | —         | MPC                           |
| 400375             | 2007 WP63  | 21 nov 2007 | Catalina          | CSS                 | Flora     | MPC                           |
| 400376             | 2007 XX2   | 3 dez 2007  | Kitt Peak         | Spacewatch          | —         | MPC                           |
| 400377             | 2007 XL42  | 8 nov 2007  | Mount Lemmon      | Mount Lemmon Survey | —         | MPC                           |
| 400378             | 2007 XT50  | 3 dez 2007  | Catalina          | CSS                 | —         | MPC                           |
| 400379             | 2007 XH51  | 4 dez 2007  | Kitt Peak         | Spacewatch          | —         | MPC                           |
| 400380             | 2007 XN54  | 14 dez 2007 | Mount Lemmon      | Mount Lemmon Survey | —         | MPC                           |
| 400381             | 2007 YB24  | 17 dez 2007 | Mount Lemmon      | Mount Lemmon Survey | Phocaea   | MPC                           |
| 400382             | 2007 YA32  | 30 dez 2007 | Socorro           | LINEAR              | —         | MPC                           |
| 400383             | 2007 YN37  | 3 dez 2007  | Kitt Peak         | Spacewatch          | —         | MPC                           |
| 400384             | 2007 YX45  | 8 nov 2007  | Mount Lemmon      | Mount Lemmon Survey | —         | MPC                           |
| 400385             | 2007 YP46  | 30 dez 2007 | Mount Lemmon      | Mount Lemmon Survey | —         | MPC                           |
| 400386             | 2007 YV49  | 5 dez 2007  | Mount Lemmon      | Mount Lemmon Survey | Phocaea   | MPC                           |
| 400387             | 2007 YH56  | 30 dez 2007 | Junk Bond         | D. Healy            | —         | MPC                           |
| 400388             | 2007 YW56  | 15 dez 2007 | Mount Lemmon      | Mount Lemmon Survey | —         | MPC                           |
| 400389             | 2007 YJ74  | 31 dez 2007 | Mount Lemmon      | Mount Lemmon Survey | —         | MPC                           |
| 400390             | 2008 AH    | 14 dez 2007 | Mount Lemmon      | Mount Lemmon Survey | —         | MPC                           |
| 400391             | 2008 AT6   | 13 nov 2007 | Kitt Peak         | Spacewatch          | —         | MPC                           |
| 400392             | 2008 AL7   | 10 jan 2008 | Kitt Peak         | Spacewatch          | —         | MPC                           |
| 400393             | 2008 AG62  | 11 jan 2008 | Mount Lemmon      | Mount Lemmon Survey | —         | MPC                           |
| 400394             | 2008 AM64  | 11 jan 2008 | Mount Lemmon      | Mount Lemmon Survey | —         | MPC                           |
| 400395             | 2008 AL77  | 12 jan 2008 | Kitt Peak         | Spacewatch          | —         | MPC                           |
| 400396             | 2008 AK80  | 12 jan 2008 | Kitt Peak         | Spacewatch          | —         | MPC                           |
| 400397             | 2008 AY80  | 12 jan 2008 | Kitt Peak         | Spacewatch          | —         | MPC                           |
| 400398             | 2008 AJ92  | 14 jan 2008 | Kitt Peak         | Spacewatch          | —         | MPC                           |
| 400399             | 2008 AP94  | 14 jan 2008 | Kitt Peak         | Spacewatch          | —         | MPC                           |
| 400400             | 2008 AJ95  | 31 dez 2007 | Kitt Peak         | Spacewatch          | —         | MPC                           |

## 400401–400500
| Designação | Designação | Descoberta  | Descoberta        | Descobridor(es)     | Categoria | Mais informações / Referência |
| Permanente | Provisória | Data        | Local             | Descobridor(es)     | Categoria | Mais informações / Referência |
| ---------- | ---------- | ----------- | ----------------- | ------------------- | --------- | ----------------------------- |
| 400401     | 2008 AJ110 | 15 jan 2008 | Kitt Peak         | Spacewatch          | —         | MPC                           |
| 400402     | 2008 AP111 | 15 jan 2008 | Kitt Peak         | Spacewatch          | —         | MPC                           |
| 400403     | 2008 BJ3   | 18 nov 2007 | Mount Lemmon      | Mount Lemmon Survey | —         | MPC                           |
| 400404     | 2008 BP3   | 18 dez 2007 | Mount Lemmon      | Mount Lemmon Survey | —         | MPC                           |
| 400405     | 2008 BU17  | 30 jan 2008 | Catalina          | CSS                 | —         | MPC                           |
| 400406     | 2008 BO20  | 30 jan 2008 | Catalina          | CSS                 | —         | MPC                           |
| 400407     | 2008 BD44  | 30 jan 2008 | Catalina          | CSS                 | —         | MPC                           |
| 400408     | 2008 BW47  | 31 jan 2008 | Mount Lemmon      | Mount Lemmon Survey | —         | MPC                           |
| 400409     | 2008 CF6   | 7 fev 2008  | Mount Lemmon      | Mount Lemmon Survey | —         | MPC                           |
| 400410     | 2008 CE16  | 3 fev 2008  | Mount Lemmon      | Mount Lemmon Survey | —         | MPC                           |
| 400411     | 2008 CQ22  | 5 fev 2008  | La Sagra          | Mallorca Obs.       | Juno      | MPC                           |
| 400412     | 2008 CL33  | 24 set 2007 | Kitt Peak         | Spacewatch          | —         | MPC                           |
| 400413     | 2008 CG43  | 2 fev 2008  | Kitt Peak         | Spacewatch          | —         | MPC                           |
| 400414     | 2008 CH54  | 16 dez 2007 | Kitt Peak         | Spacewatch          | —         | MPC                           |
| 400415     | 2008 CM61  | 3 fev 2008  | Kitt Peak         | Spacewatch          | —         | MPC                           |
| 400416     | 2008 CY68  | 3 out 2006  | Mount Lemmon      | Mount Lemmon Survey | —         | MPC                           |
| 400417     | 2008 CJ73  | 6 fev 2008  | Catalina          | CSS                 | Phocaea   | MPC                           |
| 400418     | 2008 CE78  | 7 fev 2008  | Kitt Peak         | Spacewatch          | —         | MPC                           |
| 400419     | 2008 CL88  | 7 fev 2008  | Mount Lemmon      | Mount Lemmon Survey | —         | MPC                           |
| 400420     | 2008 CM98  | 9 fev 2008  | Kitt Peak         | Spacewatch          | —         | MPC                           |
| 400421     | 2008 CQ100 | 9 fev 2008  | Catalina          | CSS                 | —         | MPC                           |
| 400422     | 2008 CN104 | 9 fev 2008  | Mount Lemmon      | Mount Lemmon Survey | —         | MPC                           |
| 400423     | 2008 CG115 | 11 jan 2008 | Catalina          | CSS                 | —         | MPC                           |
| 400424     | 2008 CN126 | 8 fev 2008  | Kitt Peak         | Spacewatch          | Ursula    | MPC                           |
| 400425     | 2008 CX126 | 30 jan 2008 | Mount Lemmon      | Mount Lemmon Survey | —         | MPC                           |
| 400426     | 2008 CO153 | 9 fev 2008  | Kitt Peak         | Spacewatch          | Phocaea   | MPC                           |
| 400427     | 2008 CD154 | 9 fev 2008  | Kitt Peak         | Spacewatch          | —         | MPC                           |
| 400428     | 2008 CG165 | 10 fev 2008 | Kitt Peak         | Spacewatch          | —         | MPC                           |
| 400429     | 2008 CK178 | 11 jan 2008 | Socorro           | LINEAR              | —         | MPC                           |
| 400430     | 2008 CH190 | 9 fev 2008  | Socorro           | LINEAR              | —         | MPC                           |
| 400431     | 2008 CL204 | 7 fev 2008  | Mount Lemmon      | Mount Lemmon Survey | —         | MPC                           |
| 400432     | 2008 CN214 | 11 fev 2008 | Kitt Peak         | Spacewatch          | —         | MPC                           |
| 400433     | 2008 DM8   | 24 fev 2008 | Mount Lemmon      | Mount Lemmon Survey | —         | MPC                           |
| 400434     | 2008 DP8   | 24 fev 2008 | Bergisch Gladbach | W. Bickel           | —         | MPC                           |
| 400435     | 2008 DA23  | 14 jan 2008 | Kitt Peak         | Spacewatch          | —         | MPC                           |
| 400436     | 2008 DE46  | 10 fev 2008 | Mount Lemmon      | Mount Lemmon Survey | —         | MPC                           |
| 400437     | 2008 DQ60  | 28 fev 2008 | Mount Lemmon      | Mount Lemmon Survey | —         | MPC                           |
| 400438     | 2008 DS68  | 29 fev 2008 | Kitt Peak         | Spacewatch          | —         | MPC                           |
| 400439     | 2008 DE79  | 29 fev 2008 | Kitt Peak         | Spacewatch          | —         | MPC                           |
| 400440     | 2008 DG81  | 27 fev 2008 | Kitt Peak         | Spacewatch          | —         | MPC                           |
| 400441     | 2008 EM1   | 30 jan 2008 | Catalina          | CSS                 | —         | MPC                           |
| 400442     | 2008 EA3   | 1 mar 2008  | Mount Lemmon      | Mount Lemmon Survey | —         | MPC                           |
| 400443     | 2008 EH29  | 4 mar 2008  | Mount Lemmon      | Mount Lemmon Survey | —         | MPC                           |
| 400444     | 2008 EX34  | 2 mar 2008  | Kitt Peak         | Spacewatch          | —         | MPC                           |
| 400445     | 2008 EV41  | 4 mar 2008  | Kitt Peak         | Spacewatch          | —         | MPC                           |
| 400446     | 2008 EH64  | 9 mar 2008  | Mount Lemmon      | Mount Lemmon Survey | —         | MPC                           |
| 400447     | 2008 EJ81  | 16 mar 2004 | Kitt Peak         | Spacewatch          | —         | MPC                           |
| 400448     | 2008 EA135 | 11 mar 2008 | Kitt Peak         | Spacewatch          | —         | MPC                           |
| 400449     | 2008 EG137 | 28 fev 2008 | Kitt Peak         | Spacewatch          | —         | MPC                           |
| 400450     | 2008 EM147 | 1 mar 2008  | Kitt Peak         | Spacewatch          | —         | MPC                           |
| 400451     | 2008 EO152 | 10 mar 2008 | Mount Lemmon      | Mount Lemmon Survey | —         | MPC                           |
| 400452     | 2008 EP154 | 5 mar 2008  | Kitt Peak         | Spacewatch          | —         | MPC                           |
| 400453     | 2008 EH162 | 13 mar 2008 | Kitt Peak         | Spacewatch          | —         | MPC                           |
| 400454     | 2008 FJ22  | 2 mar 2008  | Kitt Peak         | Spacewatch          | —         | MPC                           |
| 400455     | 2008 FD25  | 12 mar 2008 | Mount Lemmon      | Mount Lemmon Survey | —         | MPC                           |
| 400456     | 2008 FC35  | 27 fev 2008 | Mount Lemmon      | Mount Lemmon Survey | Brangane  | MPC                           |
| 400457     | 2008 FU37  | 28 mar 2008 | Kitt Peak         | Spacewatch          | —         | MPC                           |
| 400458     | 2008 FT52  | 10 mar 2008 | Kitt Peak         | Spacewatch          | —         | MPC                           |
| 400459     | 2008 FN53  | 28 mar 2008 | Mount Lemmon      | Mount Lemmon Survey | —         | MPC                           |
| 400460     | 2008 FT65  | 28 mar 2008 | Mount Lemmon      | Mount Lemmon Survey | —         | MPC                           |
| 400461     | 2008 FP96  | 29 mar 2008 | Catalina          | CSS                 | —         | MPC                           |
| 400462     | 2008 FX106 | 31 mar 2008 | Kitt Peak         | Spacewatch          | —         | MPC                           |
| 400463     | 2008 FB116 | 15 mar 2008 | Kitt Peak         | Spacewatch          | —         | MPC                           |
| 400464     | 2008 FW131 | 28 mar 2008 | Mount Lemmon      | Mount Lemmon Survey | Brangane  | MPC                           |
| 400465     | 2008 FV134 | 30 mar 2008 | Kitt Peak         | Spacewatch          | —         | MPC                           |
| 400466     | 2008 GJ4   | 7 abr 2008  | Grove Creek       | F. Tozzi            | —         | MPC                           |
| 400467     | 2008 GG11  | 1 abr 2008  | Kitt Peak         | Spacewatch          | Ursula    | MPC                           |
| 400468     | 2008 GS17  | 4 abr 2008  | Kitt Peak         | Spacewatch          | —         | MPC                           |
| 400469     | 2008 GB19  | 4 abr 2008  | Mount Lemmon      | Mount Lemmon Survey | —         | MPC                           |
| 400470     | 2008 GZ23  | 4 mar 2008  | Mount Lemmon      | Mount Lemmon Survey | Brangane  | MPC                           |
| 400471     | 2008 GZ25  | 27 dez 2006 | Mount Lemmon      | Mount Lemmon Survey | —         | MPC                           |
| 400472     | 2008 GT29  | 5 mar 2008  | Kitt Peak         | Spacewatch          | —         | MPC                           |
| 400473     | 2008 GG37  | 3 abr 2008  | Kitt Peak         | Spacewatch          | —         | MPC                           |
| 400474     | 2008 GC43  | 4 abr 2008  | Mount Lemmon      | Mount Lemmon Survey | Brangane  | MPC                           |
| 400475     | 2008 GG47  | 4 abr 2008  | Kitt Peak         | Spacewatch          | —         | MPC                           |
| 400476     | 2008 GS49  | 28 mar 2008 | Kitt Peak         | Spacewatch          | —         | MPC                           |
| 400477     | 2008 GU57  | 5 abr 2008  | Mount Lemmon      | Mount Lemmon Survey | —         | MPC                           |
| 400478     | 2008 GC82  | 25 dez 2006 | Kitt Peak         | Spacewatch          | —         | MPC                           |
| 400479     | 2008 GP89  | 12 fev 2008 | Mount Lemmon      | Mount Lemmon Survey | —         | MPC                           |
| 400480     | 2008 GB132 | 6 abr 2008  | Mount Lemmon      | Mount Lemmon Survey | —         | MPC                           |
| 400481     | 2008 GO139 | 5 abr 2008  | Kitt Peak         | Spacewatch          | —         | MPC                           |
| 400482     | 2008 HV1   | 24 abr 2008 | Kitt Peak         | Spacewatch          | —         | MPC                           |
| 400483     | 2008 HF4   | 27 abr 2008 | Dauban            | F. Kugel            | —         | MPC                           |
| 400484     | 2008 HL7   | 24 abr 2008 | Kitt Peak         | Spacewatch          | —         | MPC                           |
| 400485     | 2008 HX8   | 11 abr 2008 | Mount Lemmon      | Mount Lemmon Survey | —         | MPC                           |
| 400486     | 2008 HL10  | 1 mai 2003  | Kitt Peak         | Spacewatch          | —         | MPC                           |
| 400487     | 2008 HH24  | 3 abr 2008  | Mount Lemmon      | Mount Lemmon Survey | Brangane  | MPC                           |
| 400488     | 2008 HM34  | 27 abr 2008 | Kitt Peak         | Spacewatch          | —         | MPC                           |
| 400489     | 2008 HW57  | 30 abr 2008 | Kitt Peak         | Spacewatch          | Brangane  | MPC                           |
| 400490     | 2008 HJ69  | 24 fev 2008 | Mount Lemmon      | Mount Lemmon Survey | —         | MPC                           |
| 400491     | 2008 JW3   | 1 mai 2008  | Kitt Peak         | Spacewatch          | —         | MPC                           |
| 400492     | 2008 JG4   | 1 mai 2008  | Kitt Peak         | Spacewatch          | —         | MPC                           |
| 400493     | 2008 JJ5   | 3 mai 2008  | Mount Lemmon      | Mount Lemmon Survey | —         | MPC                           |
| 400494     | 2008 JK6   | 2 mai 2008  | Kitt Peak         | Spacewatch          | —         | MPC                           |
| 400495     | 2008 JF9   | 14 abr 2008 | Mount Lemmon      | Mount Lemmon Survey | —         | MPC                           |
| 400496     | 2008 JS11  | 3 abr 2008  | Mount Lemmon      | Mount Lemmon Survey | —         | MPC                           |
| 400497     | 2008 JZ17  | 4 mai 2008  | Kitt Peak         | Spacewatch          | —         | MPC                           |
| 400498     | 2008 JF23  | 7 mai 2008  | Kitt Peak         | Spacewatch          | —         | MPC                           |
| 400499     | 2008 JV25  | 14 abr 2008 | Mount Lemmon      | Mount Lemmon Survey | —         | MPC                           |
| 400500     | 2008 JH36  | 3 mai 2008  | Mount Lemmon      | Mount Lemmon Survey | —         | MPC                           |

## 400501–400600
| Designação | Designação | Descoberta  | Descoberta   | Descobridor(es)     | Categoria | Mais informações / Referência |
| Permanente | Provisória | Data        | Local        | Descobridor(es)     | Categoria | Mais informações / Referência |
| ---------- | ---------- | ----------- | ------------ | ------------------- | --------- | ----------------------------- |
| 400501     | 2008 KN8   | 27 mai 2008 | Kitt Peak    | Spacewatch          | —         | MPC                           |
| 400502     | 2008 KK15  | 15 mai 2008 | Kitt Peak    | Spacewatch          | —         | MPC                           |
| 400503     | 2008 KF17  | 27 mai 2008 | Kitt Peak    | Spacewatch          | —         | MPC                           |
| 400504     | 2008 KT25  | 3 abr 2008  | Mount Lemmon | Mount Lemmon Survey | —         | MPC                           |
| 400505     | 2008 KN27  | 30 mai 2008 | Kitt Peak    | Spacewatch          | —         | MPC                           |
| 400506     | 2008 KP41  | 31 mai 2008 | Kitt Peak    | Spacewatch          | —         | MPC                           |
| 400507     | 2008 KX41  | 31 mai 2008 | Kitt Peak    | Spacewatch          | —         | MPC                           |
| 400508     | 2008 KW42  | 13 abr 2008 | Mount Lemmon | Mount Lemmon Survey | —         | MPC                           |
| 400509     | 2008 LP8   | 6 jun 2008  | Kitt Peak    | Spacewatch          | —         | MPC                           |
| 400510     | 2008 OA13  | 29 jul 2008 | La Sagra     | Mallorca Obs.       | —         | MPC                           |
| 400511     | 2008 RF89  | 5 set 2008  | Kitt Peak    | Spacewatch          | —         | MPC                           |
| 400512     | 2008 RC140 | 7 set 2008  | Mount Lemmon | Mount Lemmon Survey | —         | MPC                           |
| 400513     | 2008 SP3   | 25 set 2005 | Kitt Peak    | Spacewatch          | —         | MPC                           |
| 400514     | 2008 SN59  | 20 set 2008 | Kitt Peak    | Spacewatch          | —         | MPC                           |
| 400515     | 2008 SY63  | 21 set 2008 | Kitt Peak    | Spacewatch          | —         | MPC                           |
| 400516     | 2008 SV73  | 4 set 2008  | Kitt Peak    | Spacewatch          | —         | MPC                           |
| 400517     | 2008 SP119 | 22 set 2008 | Mount Lemmon | Mount Lemmon Survey | —         | MPC                           |
| 400518     | 2008 SL166 | 28 set 2008 | Socorro      | LINEAR              | —         | MPC                           |
| 400519     | 2008 SB196 | 25 set 2008 | Kitt Peak    | Spacewatch          | Juno      | MPC                           |
| 400520     | 2008 SJ223 | 25 set 2008 | Mount Lemmon | Mount Lemmon Survey | Flora     | MPC                           |
| 400521     | 2008 SH236 | 29 set 2008 | Catalina     | CSS                 | —         | MPC                           |
| 400522     | 2008 SN243 | 29 set 2008 | Kitt Peak    | Spacewatch          | —         | MPC                           |
| 400523     | 2008 SY245 | 29 set 2008 | Mount Lemmon | Mount Lemmon Survey | —         | MPC                           |
| 400524     | 2008 SR257 | 22 set 2008 | Kitt Peak    | Spacewatch          | —         | MPC                           |
| 400525     | 2008 SU266 | 20 set 2008 | Kitt Peak    | Spacewatch          | —         | MPC                           |
| 400526     | 2008 SK273 | 24 set 2008 | Mount Lemmon | Mount Lemmon Survey | —         | MPC                           |
| 400527     | 2008 SL283 | 22 set 2008 | Mount Lemmon | Mount Lemmon Survey | —         | MPC                           |
| 400528     | 2008 SM309 | 27 set 2008 | Mount Lemmon | Mount Lemmon Survey | Pallas    | MPC                           |
| 400529     | 2008 TZ6   | 19 set 2008 | Kitt Peak    | Spacewatch          | —         | MPC                           |
| 400530     | 2008 TA60  | 2 out 2008  | Kitt Peak    | Spacewatch          | —         | MPC                           |
| 400531     | 2008 TW65  | 2 out 2008  | Catalina     | CSS                 | —         | MPC                           |
| 400532     | 2008 UF38  | 20 out 2008 | Kitt Peak    | Spacewatch          | —         | MPC                           |
| 400533     | 2008 UT47  | 20 out 2008 | Kitt Peak    | Spacewatch          | —         | MPC                           |
| 400534     | 2008 UA65  | 21 out 2008 | Kitt Peak    | Spacewatch          | —         | MPC                           |
| 400535     | 2008 UV93  | 25 out 2008 | Socorro      | LINEAR              | —         | MPC                           |
| 400536     | 2008 UD111 | 22 out 2008 | Kitt Peak    | Spacewatch          | —         | MPC                           |
| 400537     | 2008 UP117 | 22 out 2008 | Kitt Peak    | Spacewatch          | —         | MPC                           |
| 400538     | 2008 UQ120 | 22 out 2008 | Kitt Peak    | Spacewatch          | —         | MPC                           |
| 400539     | 2008 UD172 | 22 set 2008 | Mount Lemmon | Mount Lemmon Survey | —         | MPC                           |
| 400540     | 2008 UJ213 | 6 out 2008  | Catalina     | CSS                 | —         | MPC                           |
| 400541     | 2008 UU214 | 24 out 2008 | Catalina     | CSS                 | —         | MPC                           |
| 400542     | 2008 UX226 | 25 out 2008 | Kitt Peak    | Spacewatch          | —         | MPC                           |
| 400543     | 2008 UX228 | 10 out 2001 | Kitt Peak    | Spacewatch          | —         | MPC                           |
| 400544     | 2008 UK230 | 25 out 2008 | Kitt Peak    | Spacewatch          | —         | MPC                           |
| 400545     | 2008 UE243 | 26 out 2008 | Kitt Peak    | Spacewatch          | —         | MPC                           |
| 400546     | 2008 UB256 | 23 set 2008 | Mount Lemmon | Mount Lemmon Survey | —         | MPC                           |
| 400547     | 2008 UT281 | 28 out 2008 | Kitt Peak    | Spacewatch          | —         | MPC                           |
| 400548     | 2008 UF286 | 25 set 2008 | Kitt Peak    | Spacewatch          | —         | MPC                           |
| 400549     | 2008 UF308 | 16 jul 2007 | Socorro      | LINEAR              | —         | MPC                           |
| 400550     | 2008 UV320 | 8 out 2008  | Mount Lemmon | Mount Lemmon Survey | —         | MPC                           |
| 400551     | 2008 UR368 | 25 out 2008 | Mount Lemmon | Mount Lemmon Survey | —         | MPC                           |
| 400552     | 2008 VL27  | 2 nov 2008  | Kitt Peak    | Spacewatch          | —         | MPC                           |
| 400553     | 2008 VK46  | 24 set 2008 | Mount Lemmon | Mount Lemmon Survey | —         | MPC                           |
| 400554     | 2008 VA58  | 6 nov 2008  | Catalina     | CSS                 | —         | MPC                           |
| 400555     | 2008 WK41  | 17 nov 2008 | Kitt Peak    | Spacewatch          | —         | MPC                           |
| 400556     | 2008 WU42  | 3 nov 2008  | Mount Lemmon | Mount Lemmon Survey | —         | MPC                           |
| 400557     | 2008 WL45  | 17 nov 2008 | Kitt Peak    | Spacewatch          | —         | MPC                           |
| 400558     | 2008 WJ63  | 21 out 2008 | Mount Lemmon | Mount Lemmon Survey | —         | MPC                           |
| 400559     | 2008 WN66  | 18 nov 2008 | Kitt Peak    | Spacewatch          | —         | MPC                           |
| 400560     | 2008 WL69  | 18 nov 2008 | Kitt Peak    | Spacewatch          | —         | MPC                           |
| 400561     | 2008 WK80  | 20 nov 2008 | Kitt Peak    | Spacewatch          | —         | MPC                           |
| 400562     | 2008 WQ103 | 30 nov 2008 | Catalina     | CSS                 | —         | MPC                           |
| 400563     | 2008 WX109 | 30 nov 2008 | Kitt Peak    | Spacewatch          | —         | MPC                           |
| 400564     | 2008 WA118 | 20 nov 2008 | Kitt Peak    | Spacewatch          | —         | MPC                           |
| 400565     | 2008 WG128 | 19 nov 2008 | Mount Lemmon | Mount Lemmon Survey | —         | MPC                           |
| 400566     | 2008 WX130 | 19 nov 2008 | Mount Lemmon | Mount Lemmon Survey | —         | MPC                           |
| 400567     | 2008 XR14  | 29 out 2008 | Kitt Peak    | Spacewatch          | —         | MPC                           |
| 400568     | 2008 XL43  | 24 nov 2008 | Kitt Peak    | Spacewatch          | —         | MPC                           |
| 400569     | 2008 XN50  | 3 dez 2008  | Mount Lemmon | Mount Lemmon Survey | —         | MPC                           |
| 400570     | 2008 XP53  | 7 dez 2008  | Mount Lemmon | Mount Lemmon Survey | —         | MPC                           |
| 400571     | 2008 XO55  | 4 dez 2008  | Kitt Peak    | Spacewatch          | —         | MPC                           |
| 400572     | 2008 YH13  | 21 dez 2008 | Mount Lemmon | Mount Lemmon Survey | —         | MPC                           |
| 400573     | 2008 YJ14  | 20 dez 2008 | Lulin        | LUSS                | —         | MPC                           |
| 400574     | 2008 YE16  | 21 dez 2008 | Mount Lemmon | Mount Lemmon Survey | —         | MPC                           |
| 400575     | 2008 YE19  | 21 dez 2008 | Mount Lemmon | Mount Lemmon Survey | —         | MPC                           |
| 400576     | 2008 YK37  | 22 dez 2008 | Kitt Peak    | Spacewatch          | —         | MPC                           |
| 400577     | 2008 YG40  | 4 dez 2008  | Mount Lemmon | Mount Lemmon Survey | —         | MPC                           |
| 400578     | 2008 YP41  | 29 dez 2008 | Kitt Peak    | Spacewatch          | —         | MPC                           |
| 400579     | 2008 YG55  | 3 dez 2008  | Mount Lemmon | Mount Lemmon Survey | —         | MPC                           |
| 400580     | 2008 YO76  | 30 dez 2008 | Mount Lemmon | Mount Lemmon Survey | —         | MPC                           |
| 400581     | 2008 YS79  | 30 dez 2008 | Mount Lemmon | Mount Lemmon Survey | —         | MPC                           |
| 400582     | 2008 YA91  | 29 dez 2008 | Kitt Peak    | Spacewatch          | —         | MPC                           |
| 400583     | 2008 YX102 | 29 dez 2008 | Kitt Peak    | Spacewatch          | Mitidika  | MPC                           |
| 400584     | 2008 YL105 | 29 dez 2008 | Kitt Peak    | Spacewatch          | —         | MPC                           |
| 400585     | 2008 YQ119 | 30 dez 2008 | Kitt Peak    | Spacewatch          | —         | MPC                           |
| 400586     | 2008 YJ123 | 22 dez 2008 | Kitt Peak    | Spacewatch          | —         | MPC                           |
| 400587     | 2008 YP137 | 30 dez 2008 | Kitt Peak    | Spacewatch          | —         | MPC                           |
| 400588     | 2008 YG138 | 21 dez 2008 | Kitt Peak    | Spacewatch          | —         | MPC                           |
| 400589     | 2008 YA153 | 30 dez 2008 | Catalina     | CSS                 | —         | MPC                           |
| 400590     | 2008 YD155 | 22 dez 2008 | Catalina     | CSS                 | —         | MPC                           |
| 400591     | 2009 AZ3   | 1 jan 2009  | Mount Lemmon | Mount Lemmon Survey | Juno      | MPC                           |
| 400592     | 2009 AF13  | 2 jan 2009  | Mount Lemmon | Mount Lemmon Survey | —         | MPC                           |
| 400593     | 2009 AT21  | 4 dez 2008  | Mount Lemmon | Mount Lemmon Survey | —         | MPC                           |
| 400594     | 2009 AQ32  | 15 jan 2009 | Kitt Peak    | Spacewatch          | —         | MPC                           |
| 400595     | 2009 AJ34  | 20 nov 2008 | Mount Lemmon | Mount Lemmon Survey | —         | MPC                           |
| 400596     | 2009 BC2   | 18 jan 2009 | Catalina     | CSS                 | —         | MPC                           |
| 400597     | 2009 BJ13  | 18 jan 2009 | Kitt Peak    | Spacewatch          | —         | MPC                           |
| 400598     | 2009 BY47  | 16 jan 2009 | Mount Lemmon | Mount Lemmon Survey | —         | MPC                           |
| 400599     | 2009 BF56  | 17 jan 2009 | Mount Lemmon | Mount Lemmon Survey | —         | MPC                           |
| 400600     | 2009 BT62  | 20 jan 2009 | Kitt Peak    | Spacewatch          | —         | MPC                           |

## 400601–400700
| Designação          | Designação | Descoberta  | Descoberta       | Descobridor(es)     | Categoria | Mais informações / Referência |
| Permanente          | Provisória | Data        | Local            | Descobridor(es)     | Categoria | Mais informações / Referência |
| ------------------- | ---------- | ----------- | ---------------- | ------------------- | --------- | ----------------------------- |
| 400601              | 2009 BC71  | 29 dez 2008 | Mount Lemmon     | Mount Lemmon Survey | —         | MPC                           |
| 400602              | 2009 BL78  | 9 nov 2004  | Catalina         | CSS                 | —         | MPC                           |
| 400603              | 2009 BZ99  | 28 jan 2009 | Catalina         | CSS                 | —         | MPC                           |
| 400604              | 2009 BJ120 | 31 jan 2009 | Kitt Peak        | Spacewatch          | —         | MPC                           |
| 400605              | 2009 BN121 | 31 jan 2009 | Kitt Peak        | Spacewatch          | —         | MPC                           |
| 400606              | 2009 BR146 | 30 jan 2009 | Mount Lemmon     | Mount Lemmon Survey | —         | MPC                           |
| 400607              | 2009 BL148 | 30 jan 2009 | Mount Lemmon     | Mount Lemmon Survey | —         | MPC                           |
| 400608              | 2009 BL150 | 31 jan 2009 | Kitt Peak        | Spacewatch          | —         | MPC                           |
| 400609              | 2009 BH171 | 17 jan 2009 | Kitt Peak        | Spacewatch          | —         | MPC                           |
| 400610              | 2009 BL171 | 17 jan 2009 | Kitt Peak        | Spacewatch          | Xizang    | MPC                           |
| 400611              | 2009 BP184 | 18 jan 2009 | Catalina         | CSS                 | —         | MPC                           |
| 400612              | 2009 BS185 | 20 jan 2009 | Mount Lemmon     | Mount Lemmon Survey | —         | MPC                           |
| 400613              | 2009 CK1   | 3 fev 2009  | Mount Lemmon     | Mount Lemmon Survey | —         | MPC                           |
| 400614              | 2009 CJ3   | 9 fev 2009  | Kitt Peak        | Spacewatch          | —         | MPC                           |
| 400615              | 2009 CM8   | 9 set 2007  | Kitt Peak        | Spacewatch          | —         | MPC                           |
| 400616              | 2009 CE14  | 2 fev 2009  | Mount Lemmon     | Mount Lemmon Survey | —         | MPC                           |
| 400617              | 2009 CH20  | 1 fev 2009  | Kitt Peak        | Spacewatch          | —         | MPC                           |
| 400618              | 2009 CA45  | 1 fev 2009  | Great Shefford   | P. Birtwhistle      | —         | MPC                           |
| 400619              | 2009 CE57  | 8 nov 2008  | Kitt Peak        | Spacewatch          | —         | MPC                           |
| 400620              | 2009 CZ60  | 14 fev 2009 | Mount Lemmon     | Mount Lemmon Survey | —         | MPC                           |
| 400621              | 2009 DK18  | 19 fev 2009 | Kitt Peak        | Spacewatch          | —         | MPC                           |
| 400622              | 2009 DD32  | 20 fev 2009 | Kitt Peak        | Spacewatch          | —         | MPC                           |
| 400623              | 2009 DG43  | 30 nov 2008 | Mount Lemmon     | Mount Lemmon Survey | —         | MPC                           |
| 400624              | 2009 DL59  | 22 fev 2009 | Kitt Peak        | Spacewatch          | —         | MPC                           |
| 400625              | 2007 VT218 | 9 nov 2007  | Kitt Peak        | Spacewatch          | —         | MPC                           |
| 400626              | 2009 DX74  | 17 jan 2009 | Mount Lemmon     | Mount Lemmon Survey | —         | MPC                           |
| 400627              | 2009 DX84  | 26 fev 2009 | Kitt Peak        | Spacewatch          | —         | MPC                           |
| 400628              | 2009 DM95  | 4 fev 2009  | Mount Lemmon     | Mount Lemmon Survey | —         | MPC                           |
| 400629              | 2009 DO106 | 31 jan 2009 | Mount Lemmon     | Mount Lemmon Survey | —         | MPC                           |
| 400630              | 2009 DO118 | 27 fev 2009 | Kitt Peak        | Spacewatch          | —         | MPC                           |
| 400631              | 2009 DR125 | 19 fev 2009 | Kitt Peak        | Spacewatch          | —         | MPC                           |
| 400632              | 2009 DZ129 | 27 fev 2009 | Kitt Peak        | Spacewatch          | —         | MPC                           |
| 400633              | 2009 DD131 | 25 fev 2009 | Črni Vrh         | Črni Vrh            | —         | MPC                           |
| 400634              | 2009 DM132 | 27 jan 2009 | XuYi             | PMO NEO             | —         | MPC                           |
| 400635              | 2009 DT136 | 24 fev 2009 | Catalina         | CSS                 | —         | MPC                           |
| 400636              | 2009 ES2   | 5 mar 2009  | Cerro Burek      | Alianza S4 Obs.     | Phocaea   | MPC                           |
| 400637              | 2009 EF12  | 1 mar 2009  | Kitt Peak        | Spacewatch          | —         | MPC                           |
| 400638              | 2009 EL12  | 1 mar 2009  | Mount Lemmon     | Mount Lemmon Survey | —         | MPC                           |
| 400639              | 2009 EY17  | 31 jan 2009 | Mount Lemmon     | Mount Lemmon Survey | —         | MPC                           |
| 400640              | 2009 EL20  | 15 mar 2009 | La Sagra         | Mallorca Obs.       | —         | MPC                           |
| 400641              | 2009 FC23  | 20 fev 2009 | Kitt Peak        | Spacewatch          | —         | MPC                           |
| 400642              | 2009 FF23  | 21 jan 2009 | Mount Lemmon     | Mount Lemmon Survey | —         | MPC                           |
| 400643              | 2009 FG27  | 19 mar 2009 | Catalina         | CSS                 | Phocaea   | MPC                           |
| 400644              | 2009 FA50  | 2 mar 2009  | Mount Lemmon     | Mount Lemmon Survey | —         | MPC                           |
| 400645              | 2009 FC54  | 29 mar 2009 | Mount Lemmon     | Mount Lemmon Survey | —         | MPC                           |
| 400646              | 2009 FE63  | 28 mar 2009 | Kitt Peak        | Spacewatch          | —         | MPC                           |
| 400647              | 2009 FC68  | 21 mar 2009 | Mount Lemmon     | Mount Lemmon Survey | —         | MPC                           |
| 400648              | 2009 FM68  | 19 fev 2009 | Kitt Peak        | Spacewatch          | —         | MPC                           |
| 400649              | 2009 FV72  | 19 mar 2009 | Kitt Peak        | Spacewatch          | —         | MPC                           |
| 400650              | 2009 HW16  | 18 abr 2009 | Kitt Peak        | Spacewatch          | —         | MPC                           |
| 400651              | 2009 HT18  | 19 abr 2009 | Kitt Peak        | Spacewatch          | —         | MPC                           |
| 400652              | 2009 HZ24  | 17 abr 2009 | Kitt Peak        | Spacewatch          | —         | MPC                           |
| 400653              | 2009 HU25  | 31 mar 2009 | Kitt Peak        | Spacewatch          | —         | MPC                           |
| 400654              | 2009 HZ29  | 19 abr 2009 | Kitt Peak        | Spacewatch          | —         | MPC                           |
| 400655              | 2009 HM38  | 26 mar 2009 | Mount Lemmon     | Mount Lemmon Survey | —         | MPC                           |
| 400656              | 2009 HG40  | 14 set 2006 | Kitt Peak        | Spacewatch          | —         | MPC                           |
| 400657              | 2009 HL49  | 20 abr 2009 | Kitt Peak        | Spacewatch          | —         | MPC                           |
| 400658              | 2009 HC55  | 31 mar 2009 | Kitt Peak        | Spacewatch          | —         | MPC                           |
| 400659              | 2009 HO73  | 25 fev 2009 | Siding Spring    | SSS                 | —         | MPC                           |
| 400660              | 2009 HP83  | 23 abr 2009 | Kitt Peak        | Spacewatch          | —         | MPC                           |
| 400661              | 2009 HQ88  | 30 abr 2009 | La Sagra         | Mallorca Obs.       | —         | MPC                           |
| 400662              | 2009 HN94  | 27 out 2006 | Mount Lemmon     | Mount Lemmon Survey | —         | MPC                           |
| 400663              | 2009 HB96  | 20 abr 2009 | Kitt Peak        | Spacewatch          | —         | MPC                           |
| 400664              | 2009 HV99  | 22 abr 2009 | Mount Lemmon     | Mount Lemmon Survey | —         | MPC                           |
| 400665              | 2009 HW100 | 18 set 2006 | Kitt Peak        | Spacewatch          | —         | MPC                           |
| 400666              | 2009 HH104 | 23 abr 2009 | Kitt Peak        | Spacewatch          | —         | MPC                           |
| 400667              | 2009 JS2   | 30 mar 2009 | Mount Lemmon     | Mount Lemmon Survey | Phocaea   | MPC                           |
| 400668              | 2009 KG20  | 29 mai 2009 | Mount Lemmon     | Mount Lemmon Survey | —         | MPC                           |
| 400669              | 2009 LO1   | 12 jun 2009 | Catalina         | CSS                 | —         | MPC                           |
| 400670              | 2009 MD8   | 27 jun 2009 | La Sagra         | Mallorca Obs.       | —         | MPC                           |
| 400671              | 2009 MR9   | 28 jun 2009 | Haleakalā        | Pan-STARRS          | —         | MPC                           |
| 400672              | 2009 OO3   | 28 mai 2009 | Kitt Peak        | Spacewatch          | —         | MPC                           |
| 400673 Vitapolunina | 2009 OL5   | 24 jul 2009 | Zelenchukskaya   | T. V. Kryachko      | —         | MPC                           |
| 400674              | 2009 OA15  | 30 jul 2009 | Tzec Maun        | F. Tozzi            | —         | MPC                           |
| 400675              | 2009 OS19  | 29 jul 2009 | Cerro Burek      | Alianza S4 Obs.     | —         | MPC                           |
| 400676              | 2009 OA25  | 27 jul 2009 | Catalina         | CSS                 | —         | MPC                           |
| 400677              | 2009 PF    | 2 ago 2009  | La Sagra         | Mallorca Obs.       | —         | MPC                           |
| 400678              | 2009 PG5   | 15 ago 2009 | La Sagra         | Mallorca Obs.       | —         | MPC                           |
| 400679              | 2009 PZ7   | 29 jul 2009 | Kitt Peak        | Spacewatch          | —         | MPC                           |
| 400680              | 2009 PL9   | 15 ago 2009 | Kitt Peak        | Spacewatch          | —         | MPC                           |
| 400681              | 2009 PE12  | 15 ago 2009 | Catalina         | CSS                 | —         | MPC                           |
| 400682              | 2009 PX15  | 15 ago 2009 | Kitt Peak        | Spacewatch          | —         | MPC                           |
| 400683              | 2009 PK20  | 15 ago 2009 | Kitt Peak        | Spacewatch          | —         | MPC                           |
| 400684              | 2009 QN4   | 17 ago 2009 | Catalina         | CSS                 | —         | MPC                           |
| 400685              | 2009 QN15  | 16 ago 2009 | Kitt Peak        | Spacewatch          | —         | MPC                           |
| 400686              | 2009 QR30  | 21 ago 2009 | Socorro          | LINEAR              | —         | MPC                           |
| 400687              | 2009 QB32  | 17 ago 2009 | Kitt Peak        | Spacewatch          | Brangane  | MPC                           |
| 400688              | 2009 QS34  | 28 ago 2009 | La Sagra         | Mallorca Obs.       | —         | MPC                           |
| 400689              | 2009 QD37  | 31 ago 2009 | La Sagra         | Mallorca Obs.       | —         | MPC                           |
| 400690              | 2009 QM43  | 27 ago 2009 | La Sagra         | Mallorca Obs.       | —         | MPC                           |
| 400691              | 2009 QV48  | 27 ago 2009 | Catalina         | CSS                 | —         | MPC                           |
| 400692              | 2009 QW55  | 27 ago 2009 | Kitt Peak        | Spacewatch          | —         | MPC                           |
| 400693              | 2009 QC58  | 17 ago 2009 | Kitt Peak        | Spacewatch          | —         | MPC                           |
| 400694              | 2009 QX58  | 17 ago 2009 | Bergisch Gladbac | W. Bickel           | —         | MPC                           |
| 400695              | 2009 QO59  | 21 ago 2009 | Socorro          | LINEAR              | —         | MPC                           |
| 400696              | 2009 QH63  | 28 ago 2009 | Socorro          | LINEAR              | —         | MPC                           |
| 400697              | 2009 RV4   | 15 set 2009 | Tzec Maun        | L. Elenin           | —         | MPC                           |
| 400698              | 2009 RG7   | 10 set 2009 | Catalina         | CSS                 | —         | MPC                           |
| 400699              | 2009 RB8   | 12 set 2009 | Kitt Peak        | Spacewatch          | —         | MPC                           |
| 400700              | 2009 RJ10  | 12 set 2009 | Kitt Peak        | Spacewatch          | —         | MPC                           |

## 400701–400800
| Designação      | Designação | Descoberta  | Descoberta       | Descobridor(es)           | Categoria | Mais informações / Referência |
| Permanente      | Provisória | Data        | Local            | Descobridor(es)           | Categoria | Mais informações / Referência |
| --------------- | ---------- | ----------- | ---------------- | ------------------------- | --------- | ----------------------------- |
| 400701          | 2009 RN14  | 12 set 2009 | Kitt Peak        | Spacewatch                | —         | MPC                           |
| 400702          | 2009 RY14  | 12 set 2009 | Kitt Peak        | Spacewatch                | —         | MPC                           |
| 400703          | 2009 RM17  | 12 set 2009 | Kitt Peak        | Spacewatch                | —         | MPC                           |
| 400704          | 2009 RO32  | 14 set 2009 | Catalina         | CSS                       | —         | MPC                           |
| 400705          | 2009 RR32  | 14 set 2009 | Catalina         | CSS                       | —         | MPC                           |
| 400706          | 2009 RB34  | 14 set 2009 | Kitt Peak        | Spacewatch                | —         | MPC                           |
| 400707          | 2009 RC39  | 15 set 2009 | Kitt Peak        | Spacewatch                | Brangane  | MPC                           |
| 400708          | 2009 RY52  | 15 set 2009 | Kitt Peak        | Spacewatch                | —         | MPC                           |
| 400709          | 2009 RE64  | 21 jun 2009 | Mount Lemmon     | Mount Lemmon Survey       | —         | MPC                           |
| 400710          | 2009 RE71  | 15 set 2009 | Kitt Peak        | Spacewatch                | —         | MPC                           |
| 400711          | 2009 RV72  | 15 set 2009 | Catalina         | CSS                       | —         | MPC                           |
| 400712          | 2009 SU1   | 17 set 2009 | Bisei SG Center  | BATTeRS                   | —         | MPC                           |
| 400713          | 2009 SX2   | 16 set 2009 | Kitt Peak        | Spacewatch                | —         | MPC                           |
| 400714          | 2009 SG10  | 14 out 1998 | Kitt Peak        | Spacewatch                | —         | MPC                           |
| 400715          | 2009 SM15  | 15 ago 2009 | Kitt Peak        | Spacewatch                | —         | MPC                           |
| 400716          | 2009 SE16  | 20 set 2009 | Catalina         | CSS                       | —         | MPC                           |
| 400717          | 2009 SN53  | 17 set 2009 | Catalina         | CSS                       | —         | MPC                           |
| 400718          | 2009 SZ62  | 17 set 2009 | Mount Lemmon     | Mount Lemmon Survey       | —         | MPC                           |
| 400719          | 2009 SD63  | 17 set 2009 | Mount Lemmon     | Mount Lemmon Survey       | —         | MPC                           |
| 400720          | 2009 SV80  | 27 ago 2009 | Kitt Peak        | Spacewatch                | Brangane  | MPC                           |
| 400721          | 2009 SJ89  | 18 set 2009 | Mount Lemmon     | Mount Lemmon Survey       | —         | MPC                           |
| 400722          | 2009 SY96  | 20 nov 2004 | Campo Imperatore | CINEOS                    | —         | MPC                           |
| 400723          | 2009 SF106 | 16 set 2009 | Mount Lemmon     | Mount Lemmon Survey       | —         | MPC                           |
| 400724          | 2009 SU155 | 12 set 2009 | Kitt Peak        | Spacewatch                | —         | MPC                           |
| 400725          | 2009 SZ164 | 21 set 2009 | Mount Lemmon     | Mount Lemmon Survey       | —         | MPC                           |
| 400726          | 2009 SD172 | 28 set 2009 | Nogales          | Tenagra II Obs.           | —         | MPC                           |
| 400727          | 2009 SP179 | 29 ago 2009 | Kitt Peak        | Spacewatch                | —         | MPC                           |
| 400728          | 2009 SZ205 | 22 set 2009 | Kitt Peak        | Spacewatch                | —         | MPC                           |
| 400729          | 2009 SJ229 | 29 set 2009 | Tzec Maun        | F. Tozzi                  | —         | MPC                           |
| 400730          | 2009 SG268 | 24 set 2009 | Kitt Peak        | Spacewatch                | —         | MPC                           |
| 400731          | 2009 SO306 | 18 ago 2009 | Kitt Peak        | Spacewatch                | —         | MPC                           |
| 400732          | 2009 SZ331 | 20 set 2009 | Mount Lemmon     | Mount Lemmon Survey       | —         | MPC                           |
| 400733          | 2009 SK344 | 18 set 2009 | Catalina         | CSS                       | —         | MPC                           |
| 400734          | 2009 SL344 | 18 set 2009 | Catalina         | CSS                       | —         | MPC                           |
| 400735          | 2009 SD347 | 27 set 2009 | Catalina         | CSS                       | —         | MPC                           |
| 400736          | 2009 SX358 | 19 set 2009 | Moletai          | K. Černis, J. Zdanavičius | —         | MPC                           |
| 400737          | 2009 TH45  | 15 out 2009 | Catalina         | CSS                       | —         | MPC                           |
| 400738          | 2009 TP45  | 15 out 2009 | Catalina         | CSS                       | —         | MPC                           |
| 400739          | 2009 UK3   | 18 out 2009 | Nazaret          | G. Muler                  | —         | MPC                           |
| 400740          | 2009 UY37  | 22 out 2009 | Mount Lemmon     | Mount Lemmon Survey       | —         | MPC                           |
| 400741          | 2009 UP61  | 24 fev 2006 | Kitt Peak        | Spacewatch                | —         | MPC                           |
| 400742          | 2009 UX90  | 16 out 2009 | Catalina         | CSS                       | —         | MPC                           |
| 400743          | 2009 UZ121 | 26 out 2009 | Catalina         | CSS                       | —         | MPC                           |
| 400744          | 2009 UL128 | 27 out 2009 | La Sagra         | Mallorca Obs.             | —         | MPC                           |
| 400745          | 2009 UV130 | 26 out 2009 | Mount Lemmon     | Mount Lemmon Survey       | —         | MPC                           |
| 400746          | 2009 UG139 | 27 out 2009 | Mount Lemmon     | Mount Lemmon Survey       | —         | MPC                           |
| 400747          | 2009 UK151 | 17 out 2009 | Catalina         | CSS                       | —         | MPC                           |
| 400748          | 2009 UP153 | 25 out 2009 | Kitt Peak        | Spacewatch                | —         | MPC                           |
| 400749          | 2009 VY26  | 8 nov 2009  | Kitt Peak        | Spacewatch                | —         | MPC                           |
| 400750          | 2009 VR63  | 8 nov 2009  | Kitt Peak        | Spacewatch                | —         | MPC                           |
| 400751          | 2009 VS106 | 10 nov 2009 | Catalina         | CSS                       | —         | MPC                           |
| 400752          | 2009 WE218 | 28 set 2009 | Kitt Peak        | Spacewatch                | —         | MPC                           |
| 400753          | 2009 WR259 | 27 nov 2009 | Mount Lemmon     | Mount Lemmon Survey       | —         | MPC                           |
| 400754          | 2009 WN263 | 19 nov 2009 | Mount Lemmon     | Mount Lemmon Survey       | —         | MPC                           |
| 400755          | 2009 YF16  | 19 dez 2009 | Mount Lemmon     | Mount Lemmon Survey       | —         | MPC                           |
| 400756          | 2010 AR121 | 25 set 2009 | Catalina         | CSS                       | —         | MPC                           |
| 400757          | 2010 BK96  | 27 jan 2010 | WISE             | WISE                      | —         | MPC                           |
| 400758          | 2010 CW4   | 8 fev 2010  | Kitt Peak        | Spacewatch                | —         | MPC                           |
| 400759          | 2010 CG43  | 13 fev 2010 | Mount Lemmon     | Mount Lemmon Survey       | —         | MPC                           |
| 400760          | 2010 CD70  | 8 jan 2010  | Kitt Peak        | Spacewatch                | —         | MPC                           |
| 400761          | 2010 CV76  | 13 fev 2010 | Kitt Peak        | Spacewatch                | —         | MPC                           |
| 400762          | 2010 CH89  | 14 fev 2010 | Mount Lemmon     | Mount Lemmon Survey       | —         | MPC                           |
| 400763          | 2010 CH104 | 14 fev 2010 | Kitt Peak        | Spacewatch                | —         | MPC                           |
| 400764          | 2010 CH114 | 12 mar 2003 | Kitt Peak        | Spacewatch                | —         | MPC                           |
| 400765          | 2010 CS115 | 14 fev 2010 | Mount Lemmon     | Mount Lemmon Survey       | —         | MPC                           |
| 400766          | 2010 CO117 | 15 fev 2010 | Kitt Peak        | Spacewatch                | —         | MPC                           |
| 400767          | 2010 CC148 | 13 fev 2010 | Mount Lemmon     | Mount Lemmon Survey       | —         | MPC                           |
| 400768          | 2010 CV152 | 14 fev 2010 | Kitt Peak        | Spacewatch                | —         | MPC                           |
| 400769          | 2010 DK3   | 16 fev 2010 | Kitt Peak        | Spacewatch                | —         | MPC                           |
| 400770          | 2010 DZ8   | 16 fev 2010 | Kitt Peak        | Spacewatch                | —         | MPC                           |
| 400771          | 2010 DC16  | 17 fev 2010 | WISE             | WISE                      | —         | MPC                           |
| 400772          | 2010 DF49  | 16 fev 2010 | Kitt Peak        | Spacewatch                | —         | MPC                           |
| 400773          | 2010 DH52  | 21 fev 2010 | WISE             | WISE                      | —         | MPC                           |
| 400774          | 2010 EG14  | 5 mar 2010  | WISE             | WISE                      | —         | MPC                           |
| 400775          | 2010 EK21  | 9 mar 2010  | Taunus           | E. Schwab, R. Kling       | —         | MPC                           |
| 400776          | 2010 EQ31  | 4 mar 2010  | Kitt Peak        | Spacewatch                | —         | MPC                           |
| 400777          | 2010 EF32  | 4 mar 2010  | Kitt Peak        | Spacewatch                | —         | MPC                           |
| 400778          | 2010 EO42  | 5 abr 2000  | Socorro          | LINEAR                    | —         | MPC                           |
| 400779          | 2010 EQ70  | 12 mar 2010 | Kitt Peak        | Spacewatch                | —         | MPC                           |
| 400780          | 2010 ER73  | 13 mar 2010 | Mount Lemmon     | Mount Lemmon Survey       | —         | MPC                           |
| 400781          | 2010 EF85  | 13 mar 2010 | Kitt Peak        | Spacewatch                | —         | MPC                           |
| 400782          | 2010 ES99  | 14 mar 2010 | Kitt Peak        | Spacewatch                | —         | MPC                           |
| 400783          | 2010 EZ108 | 14 mar 2010 | Kitt Peak        | Spacewatch                | —         | MPC                           |
| 400784          | 2010 EC125 | 12 mar 2010 | Catalina         | CSS                       | —         | MPC                           |
| 400785          | 2010 EY128 | 12 mar 2010 | Kitt Peak        | Spacewatch                | —         | MPC                           |
| 400786          | 2010 ES133 | 5 jan 2006  | Mount Lemmon     | Mount Lemmon Survey       | —         | MPC                           |
| 400787          | 2010 EA134 | 5 mar 2010  | Kitt Peak        | Spacewatch                | —         | MPC                           |
| 400788          | 2010 EO134 | 10 ago 2007 | Kitt Peak        | Spacewatch                | —         | MPC                           |
| 400789          | 2010 EK135 | 13 mar 2010 | Kitt Peak        | Spacewatch                | —         | MPC                           |
| 400790          | 2010 EQ135 | 13 mar 2010 | Kitt Peak        | Spacewatch                | —         | MPC                           |
| 400791          | 2010 ER136 | 12 mar 2010 | Kitt Peak        | Spacewatch                | —         | MPC                           |
| 400792          | 2010 FS6   | 15 mar 2010 | Mount Lemmon     | Mount Lemmon Survey       | —         | MPC                           |
| 400793          | 2010 FF16  | 26 set 2008 | Kitt Peak        | Spacewatch                | —         | MPC                           |
| 400794          | 2010 FZ24  | 26 dez 2005 | Kitt Peak        | Spacewatch                | —         | MPC                           |
| 400795          | 2010 FN57  | 20 mar 2010 | Kitt Peak        | Spacewatch                | —         | MPC                           |
| 400796 Douglass | 2010 FQ77  | 31 mar 2010 | WISE             | WISE                      | —         | MPC                           |
| 400797          | 2010 FP87  | 21 mar 2010 | Kitt Peak        | Spacewatch                | —         | MPC                           |
| 400798          | 2010 FQ92  | 14 fev 2010 | Catalina         | CSS                       | —         | MPC                           |
| 400799          | 2010 GW15  | 3 abr 2010  | WISE             | WISE                      | —         | MPC                           |
| 400800          | 2010 GT28  | 7 abr 2010  | La Sagra         | Mallorca Obs.             | —         | MPC                           |

## 400801–400900
| Designação | Designação | Descoberta  | Descoberta   | Descobridor(es)     | Categoria | Mais informações / Referência |
| Permanente | Provisória | Data        | Local        | Descobridor(es)     | Categoria | Mais informações / Referência |
| ---------- | ---------- | ----------- | ------------ | ------------------- | --------- | ----------------------------- |
| 400801     | 2010 GJ66  | 7 abr 2010  | Catalina     | CSS                 | —         | MPC                           |
| 400802     | 2010 GM97  | 7 abr 2010  | Kitt Peak    | Spacewatch          | —         | MPC                           |
| 400803     | 2010 GB98  | 10 abr 2010 | Kitt Peak    | Spacewatch          | —         | MPC                           |
| 400804     | 2010 GD108 | 2 fev 2006  | Mount Lemmon | Mount Lemmon Survey | —         | MPC                           |
| 400805     | 2010 GD110 | 9 abr 2010  | Kitt Peak    | Spacewatch          | —         | MPC                           |
| 400806     | 2010 GC115 | 10 abr 2010 | Mount Lemmon | Mount Lemmon Survey | —         | MPC                           |
| 400807     | 2010 GN115 | 9 abr 2003  | Kitt Peak    | Spacewatch          | —         | MPC                           |
| 400808     | 2010 GB136 | 4 mai 2006  | Mount Lemmon | Mount Lemmon Survey | —         | MPC                           |
| 400809     | 2010 GL143 | 10 abr 2010 | Mount Lemmon | Mount Lemmon Survey | —         | MPC                           |
| 400810     | 2010 GV143 | 10 abr 2010 | Mount Lemmon | Mount Lemmon Survey | —         | MPC                           |
| 400811     | 2010 GF153 | 15 abr 2010 | WISE         | WISE                | —         | MPC                           |
| 400812     | 2010 GH160 | 7 nov 2008  | Mount Lemmon | Mount Lemmon Survey | —         | MPC                           |
| 400813     | 2010 GX161 | 27 fev 2006 | Kitt Peak    | Spacewatch          | —         | MPC                           |
| 400814     | 2010 HP77  | 20 abr 2010 | Kitt Peak    | Spacewatch          | —         | MPC                           |
| 400815     | 2010 HU79  | 20 abr 2010 | Kitt Peak    | Spacewatch          | —         | MPC                           |
| 400816     | 2010 HQ101 | 30 abr 2010 | WISE         | WISE                | —         | MPC                           |
| 400817     | 2010 HO108 | 6 mar 2006  | Mount Lemmon | Mount Lemmon Survey | Mitidika  | MPC                           |
| 400818     | 2010 JV29  | 3 mai 2010  | Kitt Peak    | Spacewatch          | —         | MPC                           |
| 400819     | 2010 JQ33  | 9 abr 2010  | Kitt Peak    | Spacewatch          | —         | MPC                           |
| 400820     | 2010 JS40  | 7 abr 2010  | Kitt Peak    | Spacewatch          | —         | MPC                           |
| 400821     | 2010 JU40  | 4 fev 1995  | Kitt Peak    | Spacewatch          | Mitidika  | MPC                           |
| 400822     | 2010 JD85  | 7 mai 2010  | Mount Lemmon | Mount Lemmon Survey | —         | MPC                           |
| 400823     | 2010 JN85  | 24 mar 2006 | Kitt Peak    | Spacewatch          | —         | MPC                           |
| 400824     | 2010 JM109 | 12 mai 2010 | WISE         | WISE                | —         | MPC                           |
| 400825     | 2010 JP110 | 10 fev 2010 | WISE         | WISE                | —         | MPC                           |
| 400826     | 2010 JU153 | 12 mai 2010 | Mount Lemmon | Mount Lemmon Survey | —         | MPC                           |
| 400827     | 2010 JJ157 | 31 mar 2003 | Kitt Peak    | Spacewatch          | —         | MPC                           |
| 400828     | 2010 JV167 | 11 mai 2010 | Mount Lemmon | Mount Lemmon Survey | —         | MPC                           |
| 400829     | 2010 KB32  | 19 mai 2010 | WISE         | WISE                | —         | MPC                           |
| 400830     | 2010 KU36  | 9 set 2007  | Kitt Peak    | Spacewatch          | —         | MPC                           |
| 400831     | 2010 KT78  | 26 mai 2010 | WISE         | WISE                | —         | MPC                           |
| 400832     | 2010 KT79  | 25 mai 2010 | WISE         | WISE                | —         | MPC                           |
| 400833     | 2010 KR103 | 29 mai 2010 | WISE         | WISE                | —         | MPC                           |
| 400834     | 2010 KO117 | 19 mai 2010 | Catalina     | CSS                 | Erigone   | MPC                           |
| 400835     | 2010 KY120 | 31 mai 2010 | WISE         | WISE                | —         | MPC                           |
| 400836     | 2010 LB38  | 6 jun 2010  | WISE         | WISE                | —         | MPC                           |
| 400837     | 2010 LP41  | 7 jun 2010  | WISE         | WISE                | —         | MPC                           |
| 400838     | 2010 LS51  | 8 jun 2010  | WISE         | WISE                | —         | MPC                           |
| 400839     | 2010 LE60  | 9 jun 2010  | WISE         | WISE                | —         | MPC                           |
| 400840     | 2010 LH67  | 7 mai 2010  | Mount Lemmon | Mount Lemmon Survey | —         | MPC                           |
| 400841     | 2010 LN75  | 10 jun 2010 | WISE         | WISE                | —         | MPC                           |
| 400842     | 2010 LJ82  | 11 jun 2010 | WISE         | WISE                | —         | MPC                           |
| 400843     | 2010 LQ101 | 13 jun 2010 | WISE         | WISE                | —         | MPC                           |
| 400844     | 2010 LE107 | 27 fev 2006 | Kitt Peak    | Spacewatch          | —         | MPC                           |
| 400845     | 2010 LU129 | 15 jun 2010 | WISE         | WISE                | —         | MPC                           |
| 400846     | 2010 MR2   | 31 dez 2002 | Socorro      | LINEAR              | —         | MPC                           |
| 400847     | 2010 MH11  | 17 jun 2010 | WISE         | WISE                | —         | MPC                           |
| 400848     | 2010 MB20  | 18 jun 2010 | WISE         | WISE                | —         | MPC                           |
| 400849     | 2010 MS21  | 18 jun 2010 | WISE         | WISE                | —         | MPC                           |
| 400850     | 2010 ML32  | 2 out 2006  | Mount Lemmon | Mount Lemmon Survey | —         | MPC                           |
| 400851     | 2010 MQ32  | 22 out 2006 | Kitt Peak    | Spacewatch          | —         | MPC                           |
| 400852     | 2010 MK38  | 21 jun 2010 | WISE         | WISE                | Phocaea   | MPC                           |
| 400853     | 2010 MM102 | 29 jun 2010 | WISE         | WISE                | —         | MPC                           |
| 400854     | 2010 MA105 | 9 mar 2008  | Mount Lemmon | Mount Lemmon Survey | —         | MPC                           |
| 400855     | 2010 MN113 | 21 jun 2010 | Mount Lemmon | Mount Lemmon Survey | —         | MPC                           |
| 400856     | 2010 MQ115 | 1 jul 2010  | WISE         | WISE                | —         | MPC                           |
| 400857     | 2010 NJ36  | 8 jul 2010  | WISE         | WISE                | —         | MPC                           |
| 400858     | 2010 NV53  | 28 fev 2008 | Mount Lemmon | Mount Lemmon Survey | —         | MPC                           |
| 400859     | 2010 ND56  | 21 nov 2001 | Socorro      | LINEAR              | —         | MPC                           |
| 400860     | 2010 NQ57  | 10 jul 2010 | WISE         | WISE                | —         | MPC                           |
| 400861     | 2010 NA59  | 11 jul 2010 | WISE         | WISE                | —         | MPC                           |
| 400862     | 2010 NC66  | 6 jul 2010  | Kitt Peak    | Spacewatch          | —         | MPC                           |
| 400863     | 2010 NY66  | 4 nov 2007  | Mount Lemmon | Mount Lemmon Survey | —         | MPC                           |
| 400864     | 2010 NJ109 | 25 out 2005 | Kitt Peak    | Spacewatch          | —         | MPC                           |
| 400865     | 2010 OR12  | 31 mar 2009 | Kitt Peak    | Spacewatch          | —         | MPC                           |
| 400866     | 2010 OD18  | 18 jul 2010 | WISE         | WISE                | —         | MPC                           |
| 400867     | 2010 ON27  | 14 set 2005 | Kitt Peak    | Spacewatch          | —         | MPC                           |
| 400868     | 2010 OT30  | 20 jul 2010 | WISE         | WISE                | —         | MPC                           |
| 400869     | 2010 OM36  | 21 jul 2010 | WISE         | WISE                | —         | MPC                           |
| 400870     | 2010 OP40  | 18 abr 2009 | Mount Lemmon | Mount Lemmon Survey | —         | MPC                           |
| 400871     | 2010 OC44  | 22 jul 2010 | WISE         | WISE                | —         | MPC                           |
| 400872     | 2010 OG59  | 7 jul 1997  | Kitt Peak    | Spacewatch          | —         | MPC                           |
| 400873     | 2010 OL82  | 8 ago 2004  | Socorro      | LINEAR              | —         | MPC                           |
| 400874     | 2010 OD89  | 27 jul 2010 | WISE         | WISE                | —         | MPC                           |
| 400875     | 2010 OF93  | 28 jul 2010 | WISE         | WISE                | —         | MPC                           |
| 400876     | 2010 OA107 | 29 jul 2010 | WISE         | WISE                | —         | MPC                           |
| 400877     | 2010 OT120 | 31 jul 2010 | WISE         | WISE                | —         | MPC                           |
| 400878     | 2010 PC10  | 4 ago 2010  | Socorro      | LINEAR              | —         | MPC                           |
| 400879     | 2010 PU21  | 22 nov 2005 | Kitt Peak    | Spacewatch          | —         | MPC                           |
| 400880     | 2010 PW53  | 8 ago 2010  | WISE         | WISE                | —         | MPC                           |
| 400881     | 2010 PY56  | 7 ago 2010  | Charleston   | T. Vorobjov         | —         | MPC                           |
| 400882     | 2010 PX75  | 14 ago 2010 | Kitt Peak    | Spacewatch          | —         | MPC                           |
| 400883     | 2010 PF76  | 11 ago 2010 | La Sagra     | Mallorca Obs.       | —         | MPC                           |
| 400884     | 2010 PK80  | 7 abr 2008  | Kitt Peak    | Spacewatch          | Brangane  | MPC                           |
| 400885     | 2010 QV4   | 30 ago 2010 | La Sagra     | Mallorca Obs.       | —         | MPC                           |
| 400886     | 2010 QE5   | 29 fev 2004 | Kitt Peak    | Spacewatch          | —         | MPC                           |
| 400887     | 2010 RQ5   | 19 out 2006 | Mount Lemmon | Mount Lemmon Survey | —         | MPC                           |
| 400888     | 2010 RD24  | 3 set 2010  | Mount Lemmon | Mount Lemmon Survey | —         | MPC                           |
| 400889     | 2010 RP39  | 2 set 2010  | Socorro      | LINEAR              | Iannini   | MPC                           |
| 400890     | 2010 RX39  | 3 set 2010  | Socorro      | LINEAR              | —         | MPC                           |
| 400891     | 2010 RT49  | 8 mai 2005  | Kitt Peak    | Spacewatch          | —         | MPC                           |
| 400892     | 2010 RO50  | 26 mar 2008 | Mount Lemmon | Mount Lemmon Survey | Brangane  | MPC                           |
| 400893     | 2010 RF59  | 5 set 2010  | La Sagra     | Mallorca Obs.       | —         | MPC                           |
| 400894     | 2010 RP98  | 30 set 2006 | Mount Lemmon | Mount Lemmon Survey | —         | MPC                           |
| 400895     | 2010 RN102 | 8 jul 2010  | WISE         | WISE                | —         | MPC                           |
| 400896     | 2010 RR113 | 22 ago 2004 | Kitt Peak    | Spacewatch          | Brangane  | MPC                           |
| 400897     | 2010 RF118 | 13 fev 2008 | Kitt Peak    | Spacewatch          | —         | MPC                           |
| 400898     | 2010 RR120 | 6 abr 2008  | Kitt Peak    | Spacewatch          | —         | MPC                           |
| 400899     | 2010 RB132 | 22 abr 2009 | Mount Lemmon | Mount Lemmon Survey | —         | MPC                           |
| 400900     | 2010 RY141 | 9 out 2005  | Kitt Peak    | Spacewatch          | —         | MPC                           |

## 400901–401000
| Designação | Designação | Descoberta  | Descoberta    | Descobridor(es)     | Categoria | Mais informações / Referência |
| Permanente | Provisória | Data        | Local         | Descobridor(es)     | Categoria | Mais informações / Referência |
| ---------- | ---------- | ----------- | ------------- | ------------------- | --------- | ----------------------------- |
| 400901     | 2010 RM155 | 22 fev 2007 | Kitt Peak     | Spacewatch          | —         | MPC                           |
| 400902     | 2010 RG162 | 26 set 2005 | Kitt Peak     | Spacewatch          | —         | MPC                           |
| 400903     | 2010 RB165 | 9 set 2010  | Kitt Peak     | Spacewatch          | —         | MPC                           |
| 400904     | 2010 RG176 | 10 set 2010 | Kitt Peak     | Spacewatch          | —         | MPC                           |
| 400905     | 2010 RC184 | 9 fev 2007  | Mount Lemmon  | Mount Lemmon Survey | —         | MPC                           |
| 400906     | 2010 SP5   | 29 out 2005 | Catalina      | CSS                 | —         | MPC                           |
| 400907     | 2010 SB42  | 11 set 2001 | Socorro       | LINEAR              | —         | MPC                           |
| 400908     | 2010 TN18  | 10 fev 2008 | Kitt Peak     | Spacewatch          | —         | MPC                           |
| 400909     | 2010 TY24  | 6 abr 2008  | Kitt Peak     | Spacewatch          | —         | MPC                           |
| 400910     | 2010 TV46  | 13 fev 2004 | Kitt Peak     | Spacewatch          | —         | MPC                           |
| 400911     | 2010 TH49  | 2 out 2010  | Kitt Peak     | Spacewatch          | —         | MPC                           |
| 400912     | 2010 TW88  | 27 ago 2005 | Kitt Peak     | Spacewatch          | —         | MPC                           |
| 400913     | 2010 TS101 | 30 ago 2005 | Kitt Peak     | Spacewatch          | —         | MPC                           |
| 400914     | 2010 TM104 | 4 set 2010  | Kitt Peak     | Spacewatch          | —         | MPC                           |
| 400915     | 2010 TW110 | 9 out 2010  | Catalina      | CSS                 | —         | MPC                           |
| 400916     | 2010 TX115 | 16 nov 2006 | Kitt Peak     | Spacewatch          | —         | MPC                           |
| 400917     | 2010 TD149 | 28 mar 2008 | Kitt Peak     | Spacewatch          | Brangane  | MPC                           |
| 400918     | 2010 TN149 | 12 out 2010 | Kitt Peak     | Spacewatch          | —         | MPC                           |
| 400919     | 2010 TC160 | 28 abr 2008 | Mount Lemmon  | Mount Lemmon Survey | —         | MPC                           |
| 400920     | 2010 TA166 | 30 nov 2005 | Kitt Peak     | Spacewatch          | —         | MPC                           |
| 400921     | 2010 TB174 | 6 jun 2005  | Kitt Peak     | Spacewatch          | —         | MPC                           |
| 400922     | 2010 TC181 | 17 abr 2009 | Kitt Peak     | Spacewatch          | —         | MPC                           |
| 400923     | 2010 TR187 | 8 ago 2004  | Socorro       | LINEAR              | —         | MPC                           |
| 400924     | 2010 UO3   | 14 dez 2001 | Socorro       | LINEAR              | —         | MPC                           |
| 400925     | 2010 UU9   | 14 set 2004 | Anderson Mesa | LONEOS              | —         | MPC                           |
| 400926     | 2010 UO25  | 28 out 2010 | Kitt Peak     | Spacewatch          | —         | MPC                           |
| 400927     | 2010 UD28  | 5 set 2010  | Mount Lemmon  | Mount Lemmon Survey | —         | MPC                           |
| 400928     | 2010 UA43  | 19 out 2010 | Mount Lemmon  | Mount Lemmon Survey | —         | MPC                           |
| 400929     | 2010 UB45  | 11 nov 1996 | Kitt Peak     | Spacewatch          | —         | MPC                           |
| 400930     | 2010 UG58  | 29 out 2010 | Kitt Peak     | Spacewatch          | —         | MPC                           |
| 400931     | 2010 UV58  | 29 out 2010 | Kitt Peak     | Spacewatch          | —         | MPC                           |
| 400932     | 2010 UT78  | 3 set 2010  | Mount Lemmon  | Mount Lemmon Survey | —         | MPC                           |
| 400933     | 2010 UZ92  | 23 set 2004 | Kitt Peak     | Spacewatch          | —         | MPC                           |
| 400934     | 2010 UP94  | 26 jun 2010 | WISE          | WISE                | —         | MPC                           |
| 400935     | 2010 UE107 | 8 out 1999  | Socorro       | LINEAR              | —         | MPC                           |
| 400936     | 2010 VP5   | 7 abr 2008  | Kitt Peak     | Spacewatch          | —         | MPC                           |
| 400937     | 2010 VH25  | 14 out 2010 | Mount Lemmon  | Mount Lemmon Survey | —         | MPC                           |
| 400938     | 2010 VD29  | 4 dez 2005  | Mount Lemmon  | Mount Lemmon Survey | —         | MPC                           |
| 400939     | 2010 VH30  | 27 jan 2007 | Mount Lemmon  | Mount Lemmon Survey | —         | MPC                           |
| 400940     | 2010 VG31  | 7 out 1999  | Socorro       | LINEAR              | —         | MPC                           |
| 400941     | 2010 VD40  | 21 dez 2005 | Kitt Peak     | Spacewatch          | —         | MPC                           |
| 400942     | 2010 VT45  | 7 jan 2006  | Kitt Peak     | Spacewatch          | —         | MPC                           |
| 400943     | 2010 VA47  | 13 out 2010 | Mount Lemmon  | Mount Lemmon Survey | —         | MPC                           |
| 400944     | 2010 VF64  | 6 nov 2010  | Mount Lemmon  | Mount Lemmon Survey | —         | MPC                           |
| 400945     | 2010 VO65  | 6 nov 2005  | Mount Lemmon  | Mount Lemmon Survey | —         | MPC                           |
| 400946     | 2010 VJ83  | 29 ago 2005 | Kitt Peak     | Spacewatch          | —         | MPC                           |
| 400947     | 2010 VT90  | 4 dez 2005  | Kitt Peak     | Spacewatch          | —         | MPC                           |
| 400948     | 2010 VJ112 | 30 out 2010 | Kitt Peak     | Spacewatch          | Brangane  | MPC                           |
| 400949     | 2010 VX114 | 29 jul 2009 | Kitt Peak     | Spacewatch          | —         | MPC                           |
| 400950     | 2010 VU115 | 13 out 2010 | Mount Lemmon  | Mount Lemmon Survey | Brangane  | MPC                           |
| 400951     | 2010 VM118 | 30 out 2010 | Kitt Peak     | Spacewatch          | —         | MPC                           |
| 400952     | 2010 VO125 | 27 jan 2007 | Mount Lemmon  | Mount Lemmon Survey | —         | MPC                           |
| 400953     | 2010 VP125 | 30 abr 2008 | Mount Lemmon  | Mount Lemmon Survey | —         | MPC                           |
| 400954     | 2010 VH128 | 12 ago 2010 | Kitt Peak     | Spacewatch          | —         | MPC                           |
| 400955     | 2010 VG142 | 20 set 1998 | Kitt Peak     | Spacewatch          | Ursula    | MPC                           |
| 400956     | 2010 VH143 | 17 fev 2007 | Kitt Peak     | Spacewatch          | —         | MPC                           |
| 400957     | 2010 VD169 | 10 jan 2007 | Mount Lemmon  | Mount Lemmon Survey | —         | MPC                           |
| 400958     | 2010 VQ181 | 29 abr 2008 | Mount Lemmon  | Mount Lemmon Survey | Brangane  | MPC                           |
| 400959     | 2010 VG182 | 11 set 2010 | Mount Lemmon  | Mount Lemmon Survey | —         | MPC                           |
| 400960     | 2010 VB201 | 30 dez 2005 | Kitt Peak     | Spacewatch          | —         | MPC                           |
| 400961     | 2010 VC204 | 9 ago 2004  | Socorro       | LINEAR              | —         | MPC                           |
| 400962     | 2010 VF213 | 27 jul 2010 | WISE          | WISE                | —         | MPC                           |
| 400963     | 2010 VH216 | 31 mar 2008 | Mount Lemmon  | Mount Lemmon Survey | —         | MPC                           |
| 400964     | 2010 WZ2   | 26 nov 2005 | Kitt Peak     | Spacewatch          | —         | MPC                           |
| 400965     | 2010 WA3   | 18 set 2010 | Mount Lemmon  | Mount Lemmon Survey | —         | MPC                           |
| 400966     | 2010 WT4   | 11 out 2004 | Kitt Peak     | Spacewatch          | —         | MPC                           |
| 400967     | 2010 WD8   | 17 set 2004 | Anderson Mesa | LONEOS              | —         | MPC                           |
| 400968     | 2010 WF8   | 31 out 2010 | Kitt Peak     | Spacewatch          | —         | MPC                           |
| 400969     | 2010 WS11  | 16 nov 2010 | Mount Lemmon  | Mount Lemmon Survey | —         | MPC                           |
| 400970     | 2010 WO12  | 16 nov 2010 | Mount Lemmon  | Mount Lemmon Survey | —         | MPC                           |
| 400971     | 2010 WG20  | 4 out 2004  | Kitt Peak     | Spacewatch          | —         | MPC                           |
| 400972     | 2010 XX17  | 9 nov 2004  | Catalina      | CSS                 | —         | MPC                           |
| 400973     | 2010 XK19  | 7 jan 1994  | Kitt Peak     | Spacewatch          | —         | MPC                           |
| 400974     | 2010 XQ35  | 30 abr 2008 | Mount Lemmon  | Mount Lemmon Survey | —         | MPC                           |
| 400975     | 2010 XE36  | 1 out 2005  | Kitt Peak     | Spacewatch          | —         | MPC                           |
| 400976     | 2010 XE42  | 17 ago 2009 | Catalina      | CSS                 | —         | MPC                           |
| 400977     | 2010 XM42  | 27 set 2006 | Mount Lemmon  | Mount Lemmon Survey | —         | MPC                           |
| 400978     | 2010 XH45  | 19 mar 2007 | Mount Lemmon  | Mount Lemmon Survey | —         | MPC                           |
| 400979     | 2010 XM53  | 11 nov 2010 | Mount Lemmon  | Mount Lemmon Survey | —         | MPC                           |
| 400980     | 2010 XJ56  | 26 mar 2007 | Catalina      | CSS                 | —         | MPC                           |
| 400981     | 2010 XT71  | 11 nov 2004 | Kitt Peak     | Spacewatch          | —         | MPC                           |
| 400982     | 2010 XX76  | 13 nov 2010 | Kitt Peak     | Spacewatch          | —         | MPC                           |
| 400983     | 2010 XK83  | 5 jan 2000  | Kitt Peak     | Spacewatch          | —         | MPC                           |
| 400984     | 2010 XT86  | 29 jul 2009 | Kitt Peak     | Spacewatch          | —         | MPC                           |
| 400985     | 2010 YA1   | 1 out 2005  | Mount Lemmon  | Mount Lemmon Survey | —         | MPC                           |
| 400986     | 2011 AZ27  | 10 dez 2004 | Catalina      | CSS                 | —         | MPC                           |
| 400987     | 2011 AB40  | 30 jan 2006 | Kitt Peak     | Spacewatch          | Brangane  | MPC                           |
| 400988     | 2011 AX43  | 8 dez 2010  | Mount Lemmon  | Mount Lemmon Survey | —         | MPC                           |
| 400989     | 2011 BL22  | 29 dez 2003 | Kitt Peak     | Spacewatch          | —         | MPC                           |
| 400990     | 2011 BB61  | 15 dez 2004 | Socorro       | LINEAR              | —         | MPC                           |
| 400991     | 2011 CX24  | 7 dez 2004  | Socorro       | LINEAR              | —         | MPC                           |
| 400992     | 2011 CJ42  | 28 jan 2006 | Mount Lemmon  | Mount Lemmon Survey | —         | MPC                           |
| 400993     | 2011 CZ117 | 2 mar 2006  | Catalina      | CSS                 | —         | MPC                           |
| 400994     | 2011 EC86  | 13 jan 2008 | Mount Lemmon  | Mount Lemmon Survey | —         | MPC                           |
| 400995     | 2011 GN41  | 16 set 2006 | Kitt Peak     | Spacewatch          | —         | MPC                           |
| 400996     | 2011 OO17  | 27 jun 2011 | Kitt Peak     | Spacewatch          | —         | MPC                           |
| 400997     | 2011 QX9   | 31 out 2008 | Kitt Peak     | Spacewatch          | —         | MPC                           |
| 400998     | 2011 QE10  | 9 ago 2004  | Anderson Mesa | LONEOS              | —         | MPC                           |
| 400999     | 2011 QG11  | 13 mar 2007 | Kitt Peak     | Spacewatch          | —         | MPC                           |
| 401000     | 2011 QV13  | 8 set 1977  | Palomar       | PLS                 | —         | MPC                           |